# Szűz Mária

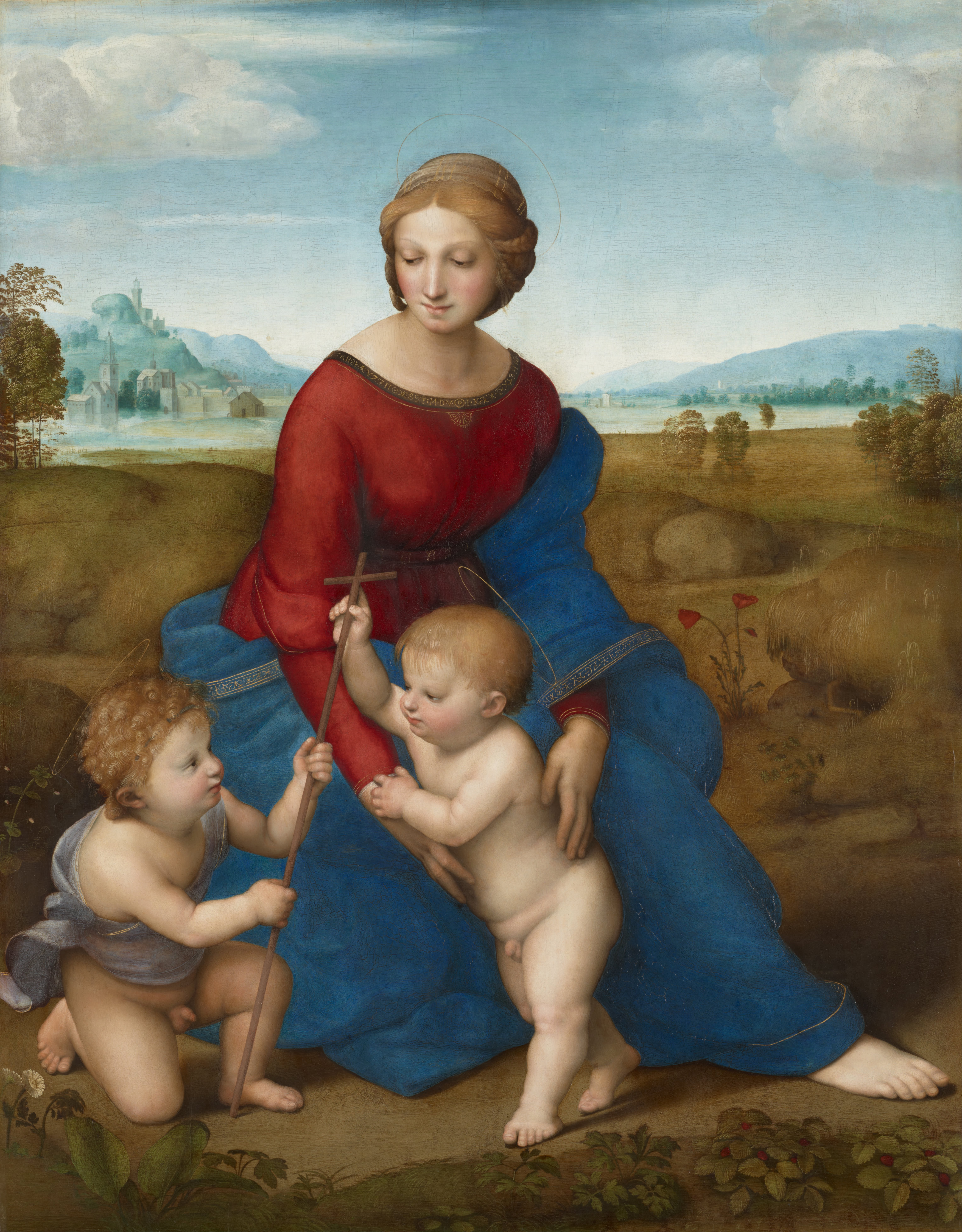
Raffaello Sanzio Madonna a réten – Google Art Project

Mária (héberül: מִרְיָם [Mirjám], arámiul: ܡܪܝܡ [Maryām], görögül: Μαρια[μ], latinul: Maria) a bibliai Újszövetség és a Korán egyik alakja, zsidó nő, József felesége és Jézus anyja. A kereszténység fontos alakja, ahol bizonyos egyházakban különféle címeken tisztelik, mint például Mennyek királynője vagy Isten Anyja.
A szinoptikus evangéliumok Máriát Jézus anyjaként nevezik. Máté és Lukács evangéliuma szűzként írja le, akit Isten kiválasztott, hogy tőle Jézus a Szentlélek által megfoganjon. Különféle apokrif iratok és az egyházatyák írásai szólnak korai életéről, egészen Jézus nyilvános megjelenésének kezdetéig. Néhány apokrif írás arról szól, hogy soha nem élte át a halált, hanem közvetlenül a mennybe szállt. Ezeket az írásokat a keresztény csoportok különböző mértékben fogadják el vagy teljesen elutasítják.
A katolikus egyház tanítása szerint az Egyház Anyja (Mater Ecclesiae), az Ég és Föld Királynője (Regina caeli et terrae), Béke Királynője stb. 
A katolikus, görögkeleti, anglikán hagyományban egyben az Isten anyja (latin: Mater Dei, görög: Theotokosz), mely dogmát az efezusi zsinat 431-ben hirdette ki. A protestáns irányzatok elutasítják ezeket a fajta megjelöléseket.
A Mária-tisztelet legkezdetibb nyomai a 2. század kereszténységében lelhető fel, amikor egyes írók Máriát, mint isten anyját kezdték el magasztalni, de Mária-ünnepnek az első három században nem található nyoma. Az ókeresztény korban viszont egyre jobban elterjedt a tisztelete, és fokozatos szentté válása és megistenülése elsősorban a népi jámborság művének tekinthető. Az évszázadok során számos Mária áhítat alakult ki, templomokat, szentélyeket, imákat és énekeket szenteltek neki.
A protestánsok a Mária-kultuszt a reformáció kezdetén a bálványimádás egyik formájának tekintették. Máriát úgy ismerték el, mint aki megkapta Isten kegyelmét, de elutasították az ember és Isten közötti közvetítő szerepét, akinek Pál apostol szavai alapján  nincs különösebb szerepe az egyedül Jézus általi üdvösség munkájában.
Ma a katolikus és ortodox keresztények milliói szerint a legnagyobb érdemszerző az összes szentek közül. A hívők hisznek az általa létrejött csodás gyógyulásokban (pl. Lourdes) és a jelenéseiben (pl. Fátima).
A 20. században XII. Piusz pápa dogmaként jelentette ki Mária testi mennybemenetelét.
E szerint Mária földi élete végén fölvétetett a mennybe (Assumptio). „Ha arra gondolunk, hogy Jézus vállalta a halált és azt megtette érdemszerző tettnek, az engedelmesség kifejezésének, akkor elfogadhatjuk, hogy Mária is ezen az úton követte őt. A dogma igazi jelentősége annak megmutatásában van, hogy Krisztus az örök életben is egyesíti magával azokat, akik a hit és a kegyelem által hozzá tartoznak.
A katolikus egyház sajátos Mária dogmákat vall, nevezetesen a szeplőtelen fogantatását és testi mennybemenetelét. 
A Mária-tisztelet formái közé tartoznak a hozzá intézett különféle imák és himnuszok, a Mária-ünnepek, a képek és ereklyék tisztelete, a neki szentelt templomok építése és a Mária-kegyhelyekhez való zarándoklatok. A protestánsok kevésbé magasztos nézeteket vallanak Mária szerepéről, mivel a rá vonatkozó hagyományos keresztény dogmák bibliai támogatásának hiányát észlelik.

## Névhasználat

### A név jelentése
Az első, akit Máriának, Mirjamnak nevez a héber Biblia, az Mózes nővére. Teológiai és bibliatörténeti szempontból is valószínű, hogy a Miriam név egyiptomi–héber eredetű. Az egyiptomi „mri” – ami szeretettet jelent – és a héber „iam” Isten szavak összetétele, jelentése „Istentől szeretett”. A Biblia azzal támasztja alá ezt a verziót, hogy Mózes neve egyiptomi eredetű, és az ő nővérét Mirjamnak hívták, mindketten Egyiptom földjén születtek. Később kedvelt női név lett, Mária kortársai közül is sokan viselték. A név jelentése módosulhatott: „keserű” (a héber márar = „keserűnek lenni”) szóra.

### Elnevezései, címei
Mária elnevezései: Mária, Szűzanya, Magyarok Nagyasszonya (Magna Domina Hungarorum), Nagyboldogasszony, Mennyek Királynője (Regina coeli), Rózsafüzér királynője, Mindnyájunknak Édesanyja vagy Miasszonyunk, Boldogságos Szűz (Beata Maria Virgo, rövidítve: BMV), Hétfájdalmú Szűzanya, Szeplőtelen Szív, olaszosan Madonna, Nagyasszony, Boldogasszony, Kisasszony, Babba Mária, Magyarország Védasszonya (Patrona Hungariae), Magyarország Királynője (Regina Hungariae), Keresztények Segítsége (Auxilium Christianorum), Minden Eretnekség Eltiprója (Cunctarum Haeresum Interemptrix).
A Lorétói litániában Mária címei közül egypár, zárójelben a jelentésükkel: Igazság tükre (A jámborság példaképe), Bölcsesség széke (bölcsességgel teljes Szűz), Lelki edény (a Szentlélek hajléka), Tiszteletes edény (Istentől megtisztelt Szűz), Ájtatosság jeles edénye (Istennek szentelt Szűz), Dávid király tornya (Erős Szűz), Elefántcsont torony (Isten szépséges teremtménye), Mária aranyház (Isten szentélye).
XIII. Leó pápa az Adiutricem enciklikában (1895) további elnevezéseket számlál elő: Miasszonyunk, Közvetítőnk (Mediatrix), az egész világ Helyreállítója (Reparatix), Nemzetek Anyja, a Mennyei Ajándékok Szétosztója.

## Élete
Szűz Mária élete elválaszthatatlan Jézusétól, ugyanúgy három nagy részre osztható, mint Krisztusé. A gyermekségevangéliumra, Jézus csodáiban való részvételére és Krisztus szenvedéstörténetére, valamint a katolikus tanítás szerint a mennyei dicsőségre, ahol ő jelképezi illetve ő maga jelenti az anyaszentegyházat.

### Az Újszövetségben
Máté evangéliuma szerint a názáreti Szűz Mária József, az ács jegyese volt. Máriát Gábriel arkangyal üdvözölte, és elmondta neki, hogy gyermeket fog szülni, akinek Jézus lesz a neve. Ez Mária életének egyik fordulópontja volt, mert József titokban el akarta bocsátani, mert még házasságkötés előtt álltak. De Mária „nem ismert férfit” (Mt 1.25). A család a népszámlálásra Betlehembe utazott, ahol Szűz Mária egy istállóban szülte meg fiát.
A kis Jézushoz messziről napkeleti bölcsek érkeztek, és hódolatukat tették, ajándékokkal. Ezután József álmot látott, üzent egy angyal, hogy a gyermek életére törnek, meneküljenek Egyiptomba. Onnan évek múltán újabb üzenetet kaptak, meghaltak azok, akik a fiú életére törtek. Ezt követően a gyermekkel hazatértek.

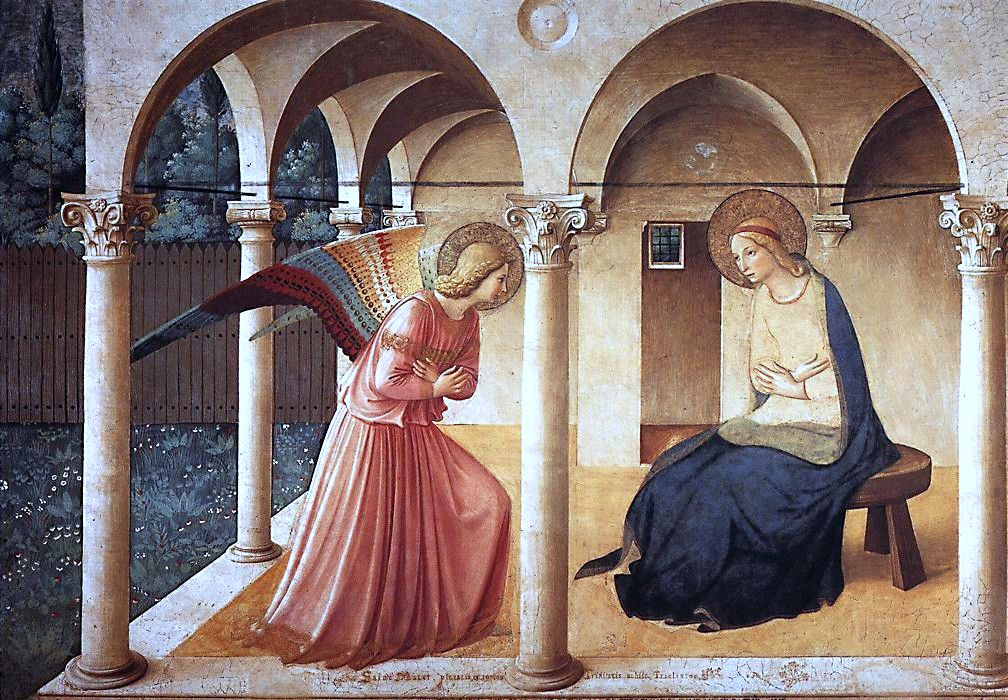
Fra Angelico: Angyali üdvözlet

Az evangélisták, amikor Jézus Krisztus nyilvános szerepléséről írnak, Mária jelenlétét is fontosnak tartják leírni, amelyben azt érzékeltetik, hogy Mária Jézust sok esetben kísérte.
- Mária ott van Jézus első csodatételénél, a kánai menyegzőn: „menyegző lőn a galileai Kánában; és ott volt a Jézus anyja” (Jn 2,1), és biztatja Jézust,„Tegyetek meg mindent, amit csak mond” (Jn 2,6).
- Az emberek tudnak róla, magasztalják: „fölemelvén szavát egy asszony a sokaság közül, monda néki: Boldog méh, a mely téged hordozott” (Lk 11,27)
- A háttérben kíséri Jézust: „Ímé a te anyád és a te testvéreid ott kint keresnek téged.” (Mk 3,32), illetve „A te anyád és atyádfiai kint állnak, téged akarván látni.” (Lk 8,20) De Jézus azokat, akik a tanításait hallgatják és megtartják, ugyanolyan közelállónak nevezi, mint a földi anyját. „Ő pedig felele nékik, mondván: Ki az én anyám vagy kik az én testvéreim? Azután elnézvén köröskörül a körülötte ülőkön, monda: Ímé az én anyám és az én testvéreim. Mert aki az Isten akaratát cselekszi, az az én fitestvérem és nőtestvérem és az én anyám.” (Mk 3,33-35) Jézus a vérségi kapcsolatot jellemezte általában a lelki kapcsolattal szemben, konkrétan az ő és édesanyja közötti lelki kapcsolatáról itt nem beszélt.
- Ott van a kereszt alatt: „A Jézus keresztje alatt pedig ott állottak vala az ő anyja, és az ő anyjának nőtestvére; Mária, a Kleopás felesége, és Mária Magdaléna.” (Jn 19,27)

### Az apokrif iratokban
Mária születését és gyermekkorát csak apokrif források mondják el. Édesanyja Anna volt, édesapja Joákim. Egész idősek voltak, mikor Isten megajándékozta őket Máriával.

### A keresztény hagyományban
Halála nincs feljegyezve az írásokban, de a katolikus és ortodox hagyomány szerint testével-lelkével együtt a mennybe ragadtatott. A Mária mennybevétele a római katolikus, latin, keleti katolikus egyházakban egyaránt dogma, a görögkeleti egyházakban pedig hittétel. Szintén szokásban van a kopt egyháznál és az anglikán egyház egyes részeinél. Emmerich Anna Katalin látnok szerint Szűz Mária Efezusban halt meg ott volt élete utolsó szakaszában a háza. Útmutatása szerint megtalálták, és ma Mária házaként tisztelik Törökországban.

## Mária tisztelete

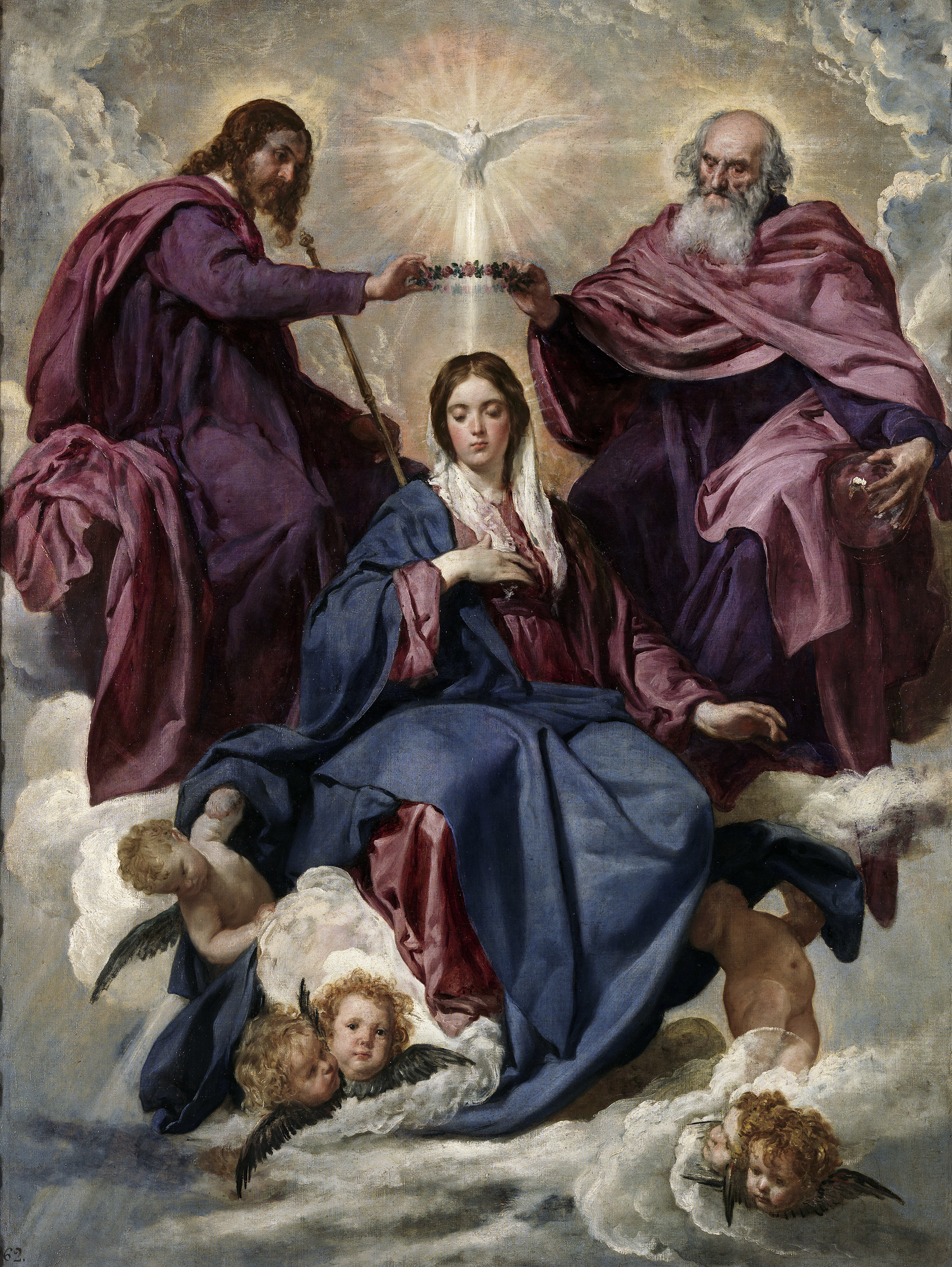
A Mennyek Királynője (Diego Velázquez: A Szűz megkoronázása – Madrid, Prado

Szűz Mária alakját évezredek óta tisztelik. Az egyik első Mária-ima a Sub Tuum Presidium, melyet Egyiptomban szerzének a 3. században:
„A te kegyelmedben lelünk menedékre, Isten Anyja, ne utasítsd el könyörgésünket a szükségben. De szabadíts meg a veszélyből. Te egyedül tiszta, egyedül áldott.”
Ez az ima, kisebb módosításokkal és variációkban része lett a római, szent ambrusi, bizánci és kopt liturgiának.
Az ősi Cimitero Maggiorében (Fő temető) a Via Nomentanán Rómában található egy Mária-ábrázolás, amely őt imádkozva, közbenjáróként ábrázolja a 4. századból.
Több katolikus ország, így Magyarország, Portugália, Fülöp-szigetek védőszentje is Szűz Mária. Sajátos címekkel történt ez, Szent István király az egész akkori Magyar Királyság területét a Mennyek Királynőjének (Regina Caeli), Portugália a Szeplőtelen Szűznek (1931-ben), Fülöp-szigetek a Guadalupei Szűzanyának ajánlották fel országukat, melyeknek külön jelentésük van. A Guadalupe például a kígyón való győzedelmeskedőt jelenti. Az Aparecidai Miasszonyunk, Brazília védőszentje. A magyar felajánlás 1038-ban történt, sok más országot évszázadokkal megelőzve.

### Katolikus tanítás, mediatrix, co-redemptrix

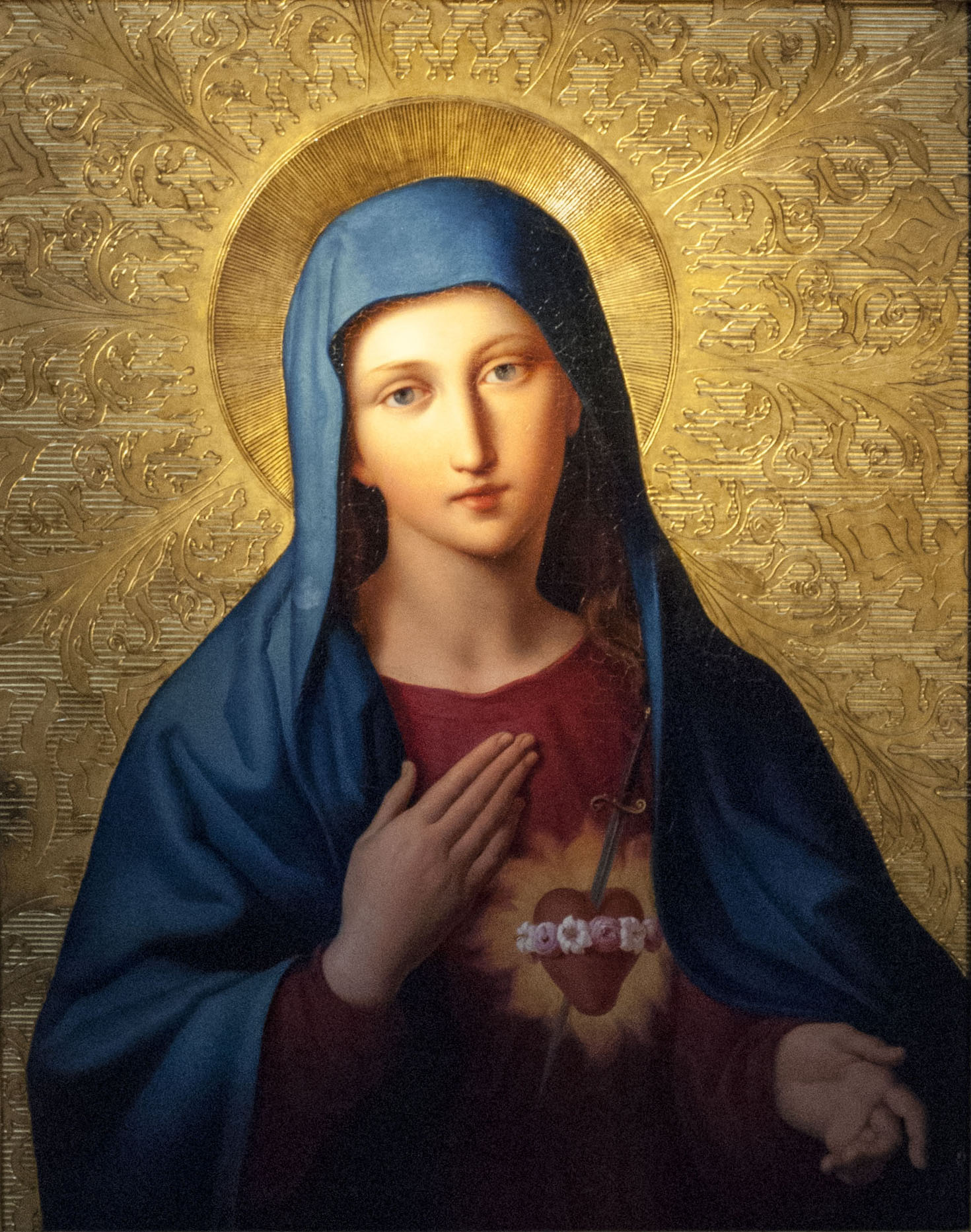
A Szeplőtelen Szív – Szent Péter-templom (Bécs)

- A római katolikus egyház tanításában négy dogma szól Isten Anyjáról:

1. Mária Isten Anyja (görögül Theotokosz (Istenszülő), latinul Mater Dei), amit az efezusi zsinat 431-ben hirdetett ki. Minden, amit a katolikus és keleti keresztények Máriáról hisznek és hirdetnek, ebben a misztériumban gyökerezik.
2. Mária szűzen foganta és szülte Szent Fiát, szüzessége örökre megmaradt (Mária örök szüzessége). Már az Apostoli hitvallás mondja: Születék szűz Máriától.
3. Mária szeplőtelenül fogantatott, azaz az eredeti bűn nem érintette őt. E dogmát 1854-ben hirdette ki IX. Piusz pápa. Mária szeplőtelen fogantatásának ünnepe december 8-a.
4. Halála után Mária fölvétetett a mennybe, anélkül hogy teste romlást látott volna. 1950-ben hirdette ki ennek dogmáját XII. Piusz pápa. Ünnepe Nagyboldogasszony napja, augusztus 15..

Lényeges az egyházatyák látásmódjában, hogy Mária új Éva az új Ádám, Jézus mellett, vagyis ami módon Éva Ádám mellett a bűn és a halál által megjelölt élők anyja lett, vagyis a halál anyja, oly módon Mária Jézus mellett az újjászületettek, megváltottak, az isteni életre keltettek anyja. Ilyetén valósul meg az ősevangélium Ő széttiporja fejedet (Ter 3:15). Ez az Ő a héberben hímnemű, azaz a Messiás, de a Vulgátában nőnemű, azaz Máriára vonatkozik és valójában kettejük közös győzelme a Sátán fölött. Ezért mondják Máriát a Megváltó nemes társának, sőt néha társmegváltónak is, (co-redemptrix), ami félreértésekre adhat okot. A Szeplőtelen Szűz a kígyó fejét nem a maga erejéből, hanem a Fiú kegyelméből tiporja szét.
„Isten Fia, emberré válásának pillanatában Mária Fiává is lett, s mivel minket önmagával egyesít, benne mi is Isten és Mária gyermekei lettünk.” Szintén, amikor Jézus a kereszten Máriához fordulván ezt mondá: Íme a te fiad!, akkor az összes Jézusban hívő édesanyjává tette őt. Pál apostol tanítja, az egyház egyetlen testet képez, melynek Jézus a Feje, mi pedig a Tagjai (1Kor 12:12-31). Mária tehát valóságos édesanyánk, az egyház és a hívők édesanyja.
Mária nem a kegyelem forrása, de a kegyelem kútfeje, vagyis rajta keresztül árad ki a kegyelem a világra, ezért a Kegyelem Anyja és az Élet anyja. Szintén, az összes imának az Isten felé a Szűz a közvetítője. E két jellemző összefoglalása a mediatrix fogalom (lásd alább).

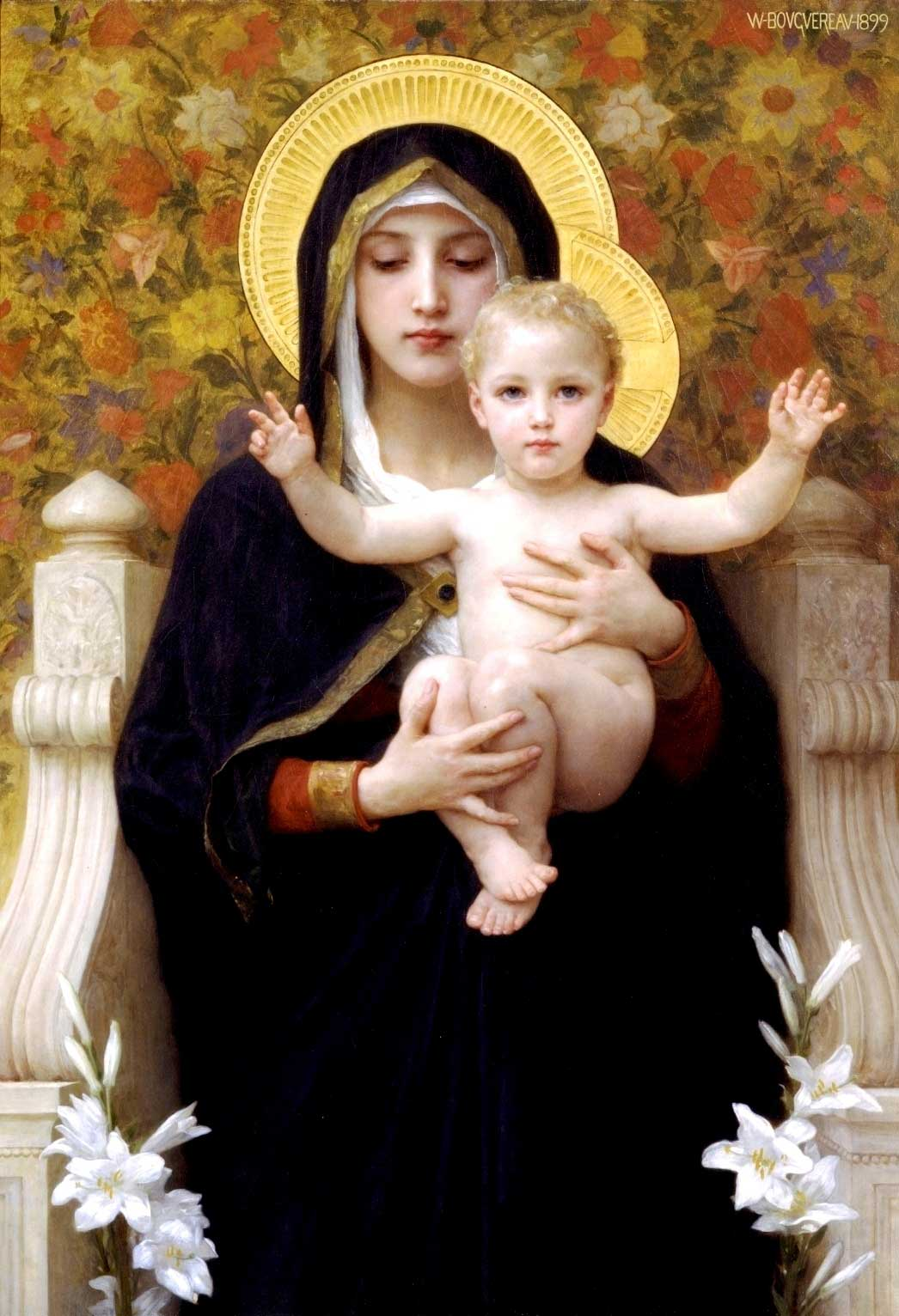
A Liliomok Szűze (La Vierge au lys) – W. A. Bouguereau festménye Szűz Máriáról és a kis Jézusról

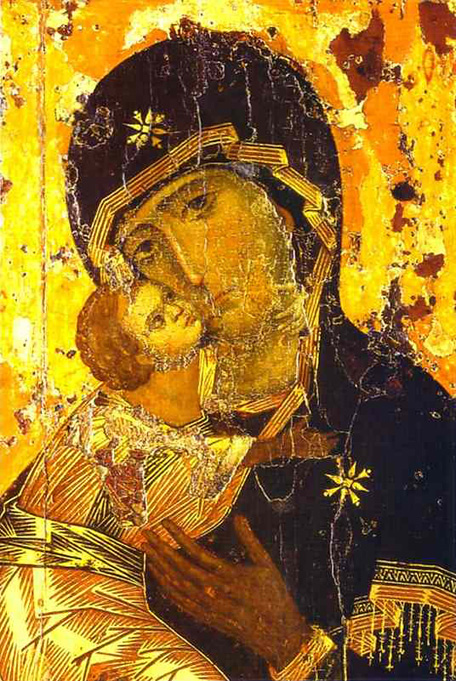
Szűz Mária 12. századi bizánci ikonképe: "A Vlagyimiri Istenszülő"

- Szent Iréneusz (†202) párhuzamot állított fel az első emberpár bibliai alakja Éva, és Jézus anyja Mária között: Éva engedetlensége halált hozott az emberiségre, Mária engedelmessége az életet hozta el.[34] Iréneusz a bírósági tárgyalás motívumát használja: a bűnös Évát az ördög vádolja Isten színe előtt, míg Mária közbenjáróként/közvetítőként – mediatrix – jár el.[35]
- Aranyszájú Szent János: „A bűnösök, bocsánatot egyedül Mária közbenjárása útján érnek el.”
- Szír Szent Efrém (†373): „Az emberi faj (…) a te pártfogásodtól függ, benned van menedékem és védelmem. (…) A te imád hatásos a fiadnál. (…) Te az Isten igaz anyja vagy, ezért hatalmas.”[36]

A ókori mariológia három nagy keleti egyházatyánál érte el tetőpontját: Szent Germánosz (✝733), Krétai Szent András (†740) és Damaszkuszi Szent János (†749). Mindhárman a mediatrix fogalom jelentését fejtették ki.
- Clairvaux-i Szent Bernát (✝1153): „Ha veszedelem, megpróbáltatás, vagy kétség tör reád, gondolj Máriára, hívd segítségül Máriát. Szíved s ajkad emlegesse mindig az Ő szent nevét. Őt kövesd és nem tévedsz el, hozzá fohászkodjál és nem csüggedsz el sohasem. Ha Ő fogja kezedet, nem roskadsz össze, ha Ő védelmez, nem fog el félelem. Ha Ő vezérel, nem fáradsz el, ha kegyes lesz hozzád, irgalmat találsz.”[43]
- Szent Bonaventura (✝1274): „Senki sem léphet be a Mennybe, kivéve Márián keresztül, mely kapuként szolgál; senki sem találhat Krisztusra, kivéve Máriával és rajta keresztül; aki Krisztust keresi Mária nélkül, hiába keresi.”[44]
- Sziénai Szent Bernardin (†1444): „A Szentlélek összes ajándékát, erényét és kegyelmét Mária nyújtja; akinek óhajtja, amikor, amilyen módon és amilyen mértékben kívánja.”[45]
- Liguori Szent Alfonz (†1787): „Máriát a »Mennyek kapujának« hívják, mert senki sem léphet a Mennybe, csakis általa.”[46] Ugyanő: „Ha egyesítenők is mindazt a szeretetet, mellyel az összes anyák gyermekeikhez, az összes hitvestársak egymás iránt s a szentek és angyalok tisztelőikkel szemben viseltetnek, mind e szeretet mégsem érné el a szeretetnek ama fokát, melyet Mária csak egyetlen lélek iránt is hordoz szívében.”[47]
- Vianney Szent János (†1859): „Az összes szent nagy odaadással, áhítattal viseltetik a Miasszonyunk iránt. Semmilyen kegyelem nem jön a Mennyből, anélkül hogy az ő kezén átmenne. Nem mehetünk be egy intézménybe anélkül, hogy a portással (vagy: ajtónálló, kapuőrző) beszélnénk. Nos, a Szent Szűz a Mennyek portása.”[48]

Grignon de Montfort Szent Lajos (†1716) tanítása, hogy az eretneket a Mária iránti viselkedése árulja el és különbözteti meg az igaz katolikustól. A Sátán és az ördögök jobban félnek Szűz Máriától, mint az összes angyaloktól és szentektől együttvéve. Szűz Mária tisztelete, az iránta való ájtatosság a hívőt megtartja az igaz úton és nem hagyja róla letérni, nem hagyja őt tévtanításba (eretnekség) esni. Több szerző kiemeli, hogy a Rózsafüzér imádkozása különösen alkalmatos ördögűzési célokra, a démonok vallották meg.
XVI. Benedek pápa:
Az Egyház nem apparátus. (…) Az egyház asszony. Édesanya. Élő szervezet. Az Egyház máriás dimenziója alkotja a legerősebb és legmeghatározóbb ellenpontot az Egyház csupán szervezeti vagy bürokratikus fogalmával szemben. (…) csak akkor leszünk Egyház, ha Máriához leszünk hasonlóvá. Az Egyház eredetét tekintve, akkor született meg, amikor Máriában kimondta az „igent” (értsd az Isten akaratára. A szerk.). Ez a zsinat legmélyebb vágya, ébredjen fel újra lelkünkben az Egyház. Mária megmutatja az utat.

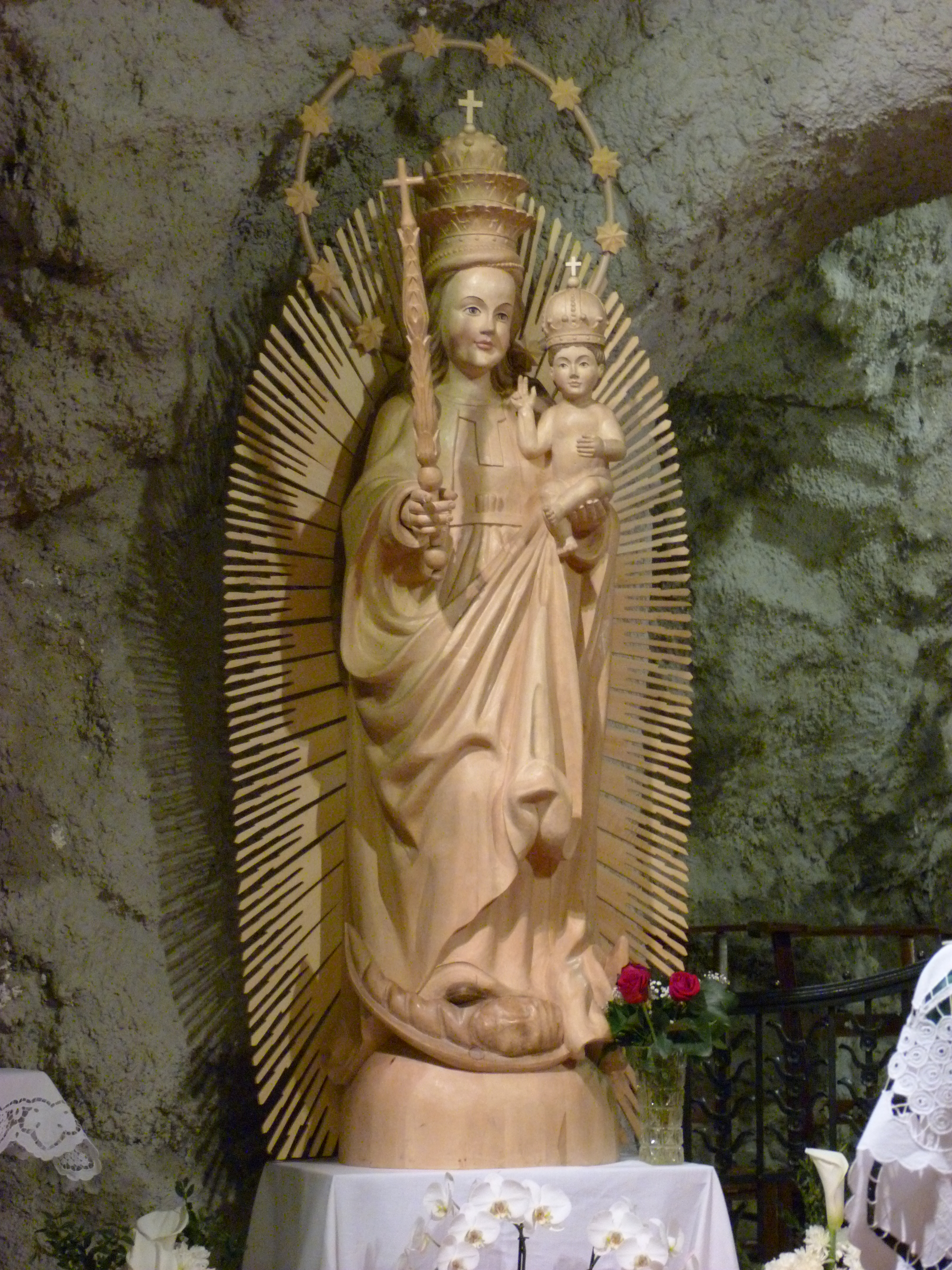
Szűz Mária

A katolikus Mária-tisztelet talán legjobb összefoglalója IX. Piusz pápa Ineffabilis Deus bullája:
Ezért, amint Krisztus, a közvetítő Isten és ember között, fölvevé az emberi természetet, kitörölte az írást a minket elítélő nyilatkozaton, és diadalmasan a keresztre helyezte, úgy a Legszentebb Szűz, vele egyesülten a legbelsőségesebb és feloldhatatlan kötelékben vele együtt és rajta keresztül örök ellenségeskedésben a gonosz kígyóval, a lehető legteljesebb mértékben győzedelmeskedett a kígyó fölött és szétzúzta fejét a szeplőtelen lábával.
Ezek alapján látható, hogy Piusz pápa, több mint 1600 évet átívelve ugyanazt fejti ki, amiről már Iréneusz is írt.

### Ortodox kereszténység
Az ortodox egyházak szintén hirdetik a 4. dogma tartalmát: Mária felvitele a mennybe halála után, de ez nem dogma náluk. Mária számos címmel ékes, pl tiszteletreméltóbb mint a kerubok és összehasonlíthatatlanul dicsőbb, mint a szeráfok. Mária címeinek jó összefoglalóját adja az „Agni parthéne” (Ó tiszta Szűz) himnusz, melyet Aegina-i Szt Nektáriosz szerzett a XX. század elején.
Az ortodoxok nem fogadják el a Szeplőtelen Fogantatás dogmáját, de ugyanakkor Máriáról úgy beszélnek mint „Panhagia” – teljesen szent.

### Protestáns egyházak
A legtöbb protestáns egyház és közösség nem fogadja el Mária bűntelenségének és mennybevételének dogmáját, mivel szerintük annak nincs bibliai alapja, valamint azt a katolikus tanítást sem, hogy egész életében szűz maradt. Elvetik azt is, hogy imádkozzanak hozzá közbenjárásért, segítségért, mert az Újszövetség alapján csak egy a közbenjáró Isten és az emberek között: Jézus Krisztus.
Mária csak egy eszköz volt Isten kezében, akiben ő alkotva lett és aki őt megszülte, de a protestánsok szerint nem volt az ő „istenanyja” (theotokosz), ahogy a katolikusok és ortodoxok veszik őt.
Luther Mártonnak eleinte nem állt szándékában kivetni Máriát a hitéletből, hiszen a Magnificathoz szép „Commentart” is írt. Először meggyőződése volt, hogy Mária Isten és az emberek közötti közvetítő, később azonban elutasította közvetítő szerepét. Kijelentette, hogy bár Mária sok erényt birtokol, nem tud közbenjárni a bűnösökért.
Míg maguk a reformátorok ragaszkodtak a régi egyház dogmatikai kijelentéseihez, és csak a teológiai spekulációkat, valamint a jellegzetesen katolikus Mária-tiszteletet utasították el, a későbbi reformált kereszténységben egyre inkább háttérbe került Mária alakja.
A mai protestáns irányzatok elutasítják a Mária-tiszteletet, érvül hozván fel hogy az őskereszténységben sem volt jellemző. Jézus kijelentette, hogy aki követi őt, és megtartja a parancsolatait, az közelebb áll hozzá, mint az ő anyja. Soha nem szólította fel az embereket, hogy magasztalják Máriát, és Jézus tanítványai és az első keresztények nem is tették ezt.

### Bírálók, és katolikus álláspontok

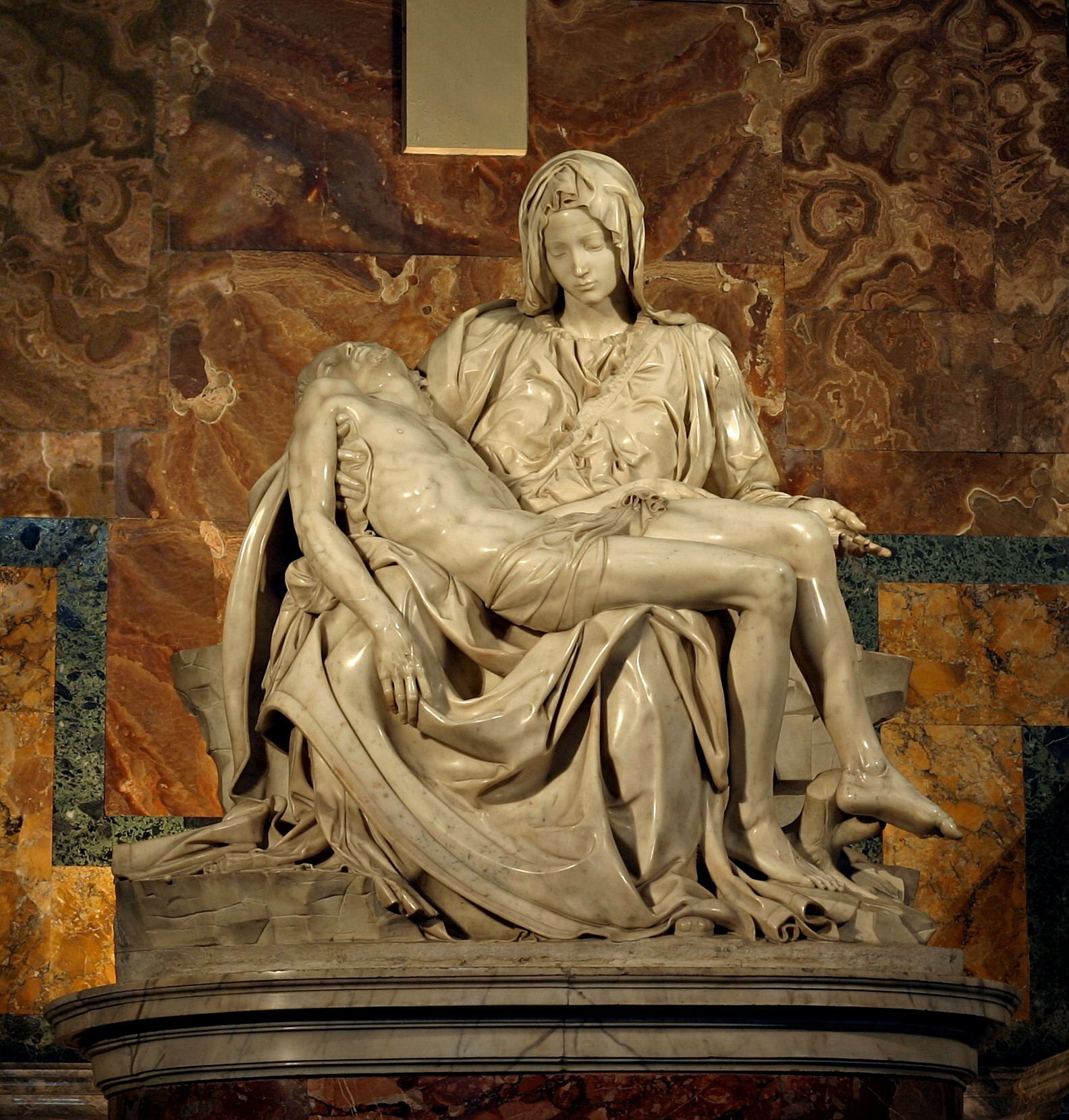
Michelangelo: Pietà

- „Mária alig néhány helyen szerepel a Szentírásban, ez bizonyítja hogy kevésbé fontos figura.”

Mária Jézus életének összes fontosabb eseményénél jelen van. Fogantatásánál (Lk 1:31), születésénél (Mt. 1:25), körülmetélésénél (Lk 2:21), gyerekkoránál (Lk 2:41-50) ifjúkoránál (Lk 2:51-52), első csodájánál (Jn 2:1-11), működésének kezdetén (Jn 2:12), halálánál (Jn 19:25), mennybemenetelekor (Apcsel 1:9-14), és Pünkösdkor (ApCsel 2:1-4). Az evangéliumok íróit elsősorban Krisztus személye érdekelte, mivel az egész keresztény tanítás Krisztusból vezetődik le, a mariológia a krisztológiából következik. Egy másik lehetséges ok hogy az ősevangéliumok szerzői Mária alázatát kívánták hangsúlyozni azzal, hogy csakis az elengedhetetlenül fontos helyeken írtak róla.
- „Mária tisztelete és magasztalása nincs benne a Bibliában”

Máriát először Gábriel arkangyal magasztalja a Bibliában: „Üdvözlégy, kegyelemmel teljes! Veled van az Úr! Áldottabb vagy minden asszonynál.” (Lk 1,25-38) Ebből lett az Üdvözlégy Mária keresztény ima. Máriát az Újszövetségben mintegy hatszor nevezik áldottnak. Maga Mária prófétál a Magnificatban: Íme mostantól fogva boldognak mond engem minden nemzedék.(Lk 1:48)
- „Jézus soha nem szólította fel az embereket hogy magasztalják Máriát, és Jézus tanítványai és az első keresztények nem is tették ezt.”

Jézus sokmindenre „nem szólított fel”, pl. az Úr napja megülésére sem. De a bizonyíték hiánya még nem a hiány bizonyítéka. Az első keresztények élete folyamatos üldöztetésben és sokszor vértanúságban telt, lásd keresztényüldözések, egy velük ellenséges államhatalom égisze alatt, ennek folytán az őskeresztény imaéletről csak töredékes feljegyzéseink vannak. Az első Mária-imát (Sub tuum presidium) a 200-as évekből ismerjük (lásd korábban, a Tisztelete szakaszban).
- „Jézus kijelentette, hogy aki követi őt és megtartja a parancsolatait, az 'közelebb áll hozzá', mint az ő anyja.” (Mt 12,46-50)

A szóban forgó szövegrészlet: „Aki teljesíti mennyei Atyám akaratát, az nekem mind testvérem, nővérem és anyám.” A Keresztényeknek lelki kapcsolatuk van Krisztussal, amely fontosabb bármely vérségi kapcsolatnál. Jézus a vérségi kapcsolatot jellemezte általában a lelki kapcsolattal szemben. Jézus az ő és édesanyja közötti lelki kapcsolatról itt nem beszélt. Ha azt mondaná, amit a protestánsok feltételeznek, akkor az Újszövetség ellentmondásba keveredne önmagával (lásd Lk 1:28, 41-42, 49), ami még a protestánsok szerint is lehetetlen.
Jézus nem megszüntetni jött a törvényt, hanem teljessé tenni (Mt 5,17). A törvénybe tartozik, hogy Tiszteld apádat és anyádat! (Kiv 20).
- Egy szöveg, amiben a katolikusok közül sokan megbotránkozhatnak, János evangéliumában így található: „Monda néki Jézus: Mi közöm nékem te hozzád, oh asszony? Nem jött még el az én órám.” (Jn 2, 3-4) Ha valóban az anyjának tekintette volna Máriát, akkor bizonnyal tiszteletlenség lett volna ez a kijelentés.

Ez egy jelképes cselekmény. Jézust, aki a második Ádám, 'megkísérti' Mária, aki a második Éva. Ez egy szimbolikus megkísértés, valódi tét nélkül, hiszen Jézus mindenképpen elkezdte volna működését, jelentősége az, hogy kihangsúlyozza a párhuzamot Ádámmal és Évával.
A katolikus érvrendszer ezen részen tehát párhuzamba állítja Máriát Luciferrel, a kísértés közvetítőjével is.
Ami a „mi közöm nekem hozzád”-ot illeti, Jézus egyrészt azt mondja, Istenként, amit Ádámnak kellett volna Évának mondania, tehát visszamenőlegesen fordítja meg Ádám cselekedetét, vagyis ez jelképes beszéd. Másrészt, Istenként kinyilatkoztatja, hogy Őneki senki nem írhatja elő, mit csináljon. Jézus azt mondja, „még nem jött el az én órám”, valószínűleg arra várt hogy bor teljesen elfogyjon, hogy ne csak úgy tűnjék, hogy megsokasította csupán a[z elfogyóban lévő] bort, hanem egyértelmű csodának. Jézus első csodája, a víz borrá változtatása hatalmas jelképes értelmű, a szentmiseáldozat előképe is egyben. Jézus Máriát asszonynak hívja (görögül günai), ami éppenséggel egy tiszteletteljes megszólítás (vö.: Mt 15:28; Lk 13:12). A katolikus értelmezés ebben egy nagyívű jelképet lát: Jézus, első csodája által elkezdi jóvátenni, amit előképe/ellenképe, Ádám a bűnbeeséskor elrontott, valamint utal a szentmiseáldozatra is. Máriához intézett szavai e párhuzamot teszik egyértelművé.
- Mária nem lehet közvetítő (mediatrix), hiszen „Egy az Isten, egy a közvetítő Isten és ember közt: az ember Krisztus Jézus, aki váltságul adta magát mindenkiért." (1. Tim. 2,5)

A szövegösszefüggésből kiderül, Pál apostol milyen értelemben nevezi Jézust közvetítőnek: ő az egyedüli közvetítő aki egyben üdvözítő is. Az egyedüli közvetítő, aki véghezvitte a megváltás csodáját, az arra érdemtelen bűnösöknek Isten világosságát megmutatni, megtestesülése és halála által, értékes vére által, saját érdemei által, mindenki mástól függetlenül. Ilyen értelemben tehát a Krisztus az egyedüli közvetítő: csak Ő tud tenni tevőlegesen. Ugyanerről szól a Zsid 7,24-25 is (neki, mivel örökre megmarad, örökkévaló a papsága. Így örökre üdvözítheti is azokat, akik általa Istenhez közelednek, hisz mindenkor él, hogy értük közbenjárjon).
De szűken vett értelemben éppenséggel az egyes ember is lehet közvetítő ember és Isten között: például amikor másokért imádkozunk Istenhez, akkor mi közvetítők, közbenjárók, szószólók vagyunk Isten és az illető között – ezt még a protestánsok is vallják. (Ez nem csorbítja Krisztus tekintélyét, hiszen a mi összes imánk, könyörgésünk, esdeklésünk az Ő megváltó cselekedetére alapul.) A katolikus tanításban a szentek is ilyen közvetítők-közbenjárók. Máriának is van egy ilyen vonatkozása, de Ő valójában több ennél. Ő a közvetítő közeg, a csatorna, melyen keresztül Isten kegyelme kiárad, és melyen keresztül az emberek imái elérik Jézust.
Maga Szent Pál is gyakran kérte a híveket leveleiben, hogy imádkozzanak érte, és egyben ígérte, hogy imádkozni fog a hívekért, anélkül hogy ezzel bármiféleképpen is sértette volna Jézus tekintélyét.
- Jézus nem számolta magát az asszonyoktól szülöttek közé, hanem ő csupán szimbolikusan számított a földi asszonyoktól szülöttek közé. Isten alkotta, formálta egy szűz lányban. Jézus kijelentése alapján a legnagyobb, aki az ő korában valóságosan asszonytól született, Keresztelő János volt. „Istentől vagyok, és ő küldött engem.” – Jn 7,29. „Bizony, mondom nektek: asszonyok szülöttei között nem támadt nagyobb Keresztelő Jánosnál.” – Máté 11,11

Ha valaki így értelmezi a Jn 7:29-et akkor a monofizita eretnekségbe esik, mely szerint Jézus csakis Isten volt, ember volta és kínszenvedése csupán látszat, illúzió. Ezt az eretnekséget a IV. egyetemes Khalkédóni Zsinat ünnepélyesen elítélte. Az első 5 egyetemes zsinatot még a protestánsok is elismerik. Ami a Mt 11,11-et illeti, Jézus a próféták korától az ő koráig tartó időszakról beszél, vagyis a korról, melyben a régi törvény volt érvényben. (Keresztelő Szt János a régi törvény utolsó prófétája volt, nem érhette meg az új törvényt, Krisztus keresztáldozata előtt meghalván.) Ilyen értelemben Jézus jogosan nevezheti legnagyobbnak.
- Mária esetében a kérdés az, hogy nevezhető-e „Isten anyjának”, vagy meg kell elégednie az „ember anyja” megszólítással.[70] A legtöbb protestáns egyház szerint Mária egy eszköz volt Isten kezében, Jézus földi életéhez, és nem nevezhető Isten anyjának, miután Jézus öröktől fogva létezett. Pál apostol írta: Apa nélkül, anya nélkül, nemzetség nélkül jelent meg; mivel sem napjainak kezdete, sem életének vége nincs, hasonló Isten Fiához, és pap marad mindörökké. (Zsid. 7,3)

Mária Istenszülő-mivoltát az Efezusi zsinat hirdette ki. Aki embernek nevezi Jézust, az nem ismeri fel benne az Urat, vagyis nem keresztény, és nem is hívő. Tehát ha Jézus az Isten Fia, akkor nem elégedhet meg hívő az „ember anyja” kifejezéssel sem, mert Jézus a hozzánk hasonló emberi alakot felvett Isten. Erre kiáltott fel Proklosz konstantinápoly pátriárka: nem megistenített embert prédikálunk, hanem a megtestesült Istent valljuk! A megtestesülése az anyaméhben kezdődött.
Alexandriai Kürillosz akadékoskodóknak nevezi azokat, akik azt kérdezik, hol van a Szentírásban írva az, hogy Mária Isten anyja lenne?

Mert ma született az Üdvözítő, aki a felkent Úr. (Lk 2.11)

Nem azt mondja az evangélium, hogy majd amikor a gyermek felnő, ő lesz az Úr. És nem is azt, hogy „akit felkent az Úr”. Hanem születése pillanatában már Úr. Továbbmenve: „Erzsébetet pedig eltöltötte a Szentlélek: Áldott vagy te az asszonyok között és áldott a te méhednek gyümölcse. De hogyan lehet az, hogy az én Uramnak anyja jön hozzám?” – kérdezi Erzsébet Szűz Máriát, amikor áldott állapotban látogatást tesz Erzsébetnél. Mint Lukács írta a Szentlélek mondatta Erzsébettel azt, hogy az Úr az, aki Szűz Mária testében foglal helyet. Tehát Mária Istenszülő. A test felvételében nem történt semmi változás. Máriát, Isten éppúgy öröktől készítette fel Isten, – hogy minden bűntől mentes testből születhessen az Isten Fia -, hogy majd ő fogja megszülni, mint ahogy Jézus öröktől fogva létezett.
Ami a Pál apostol levelét illeti (Zsid. 7,3), a szövegből kiderül, hogy Melkizedekről szól, „aki hasonló Isten fiához”. Jézusról nem szólhat, mert Jézus maga Isten fia. Az hogy apa-anya-nemzetség nélkül jelent meg, pusztán azt jelenti, hogy ezek nem voltak róla (Melkizedekről) följegyezve.
- „A Mária-kultusz legkezdetibb nyomai a 2. század kereszténységében kezdtek feltűnni. A keresztény írók Máriát mint Isten anyját kezdték el magasztalni. A 4. századtól kezdve Máriának a kultusza már olyan mértékben kibontakozott, hogy tiszteletére templomokat is építettek.”

Mária tisztelete szervesen következik az Evangéliumokban leírt szerepéből. Emellett sok olyan Szűz Mária-jelenés van, ahol Szűz Mária maga kérte, hogy ott tiszteletére templomot építsenek a hívők.
- Amikor a pogány szokások bekerültek a kereszténységbe, Máriát a pogány anyaistennők mintájára az istenanyaság méltóságával és jelzőjével tüntették ki. Az ősi germánok egy Hertha nevű szüzet imádtak, egy gyermekkel a karjaiban. A skandináv népek Disa-nak nevezték a gyermekét karjaiban tartó anyaistent. Az etruszkok a Nutria nevet adták neki, a druidák között Virgo-Patitura volt „Isten-anyja”, akit imádtak. Az első századokban a kialakuló katolikus keresztény egyház a pogánysággal rengeteg kompromisszumot kötött, hogy a pogányokat át tudják téríteni a saját vallásukra. Ahelyett, hogy a kereszténység elkülönült volna a világtól, a világi rendszer részévé vált, és a pogány szokásokat fenntartották illetve beépítették a keresztény szertartások közé.[70][72]"

Erre a katolikusok úgy tekintenek mint Isten tervének nagyívű részére, amelyben felkészíti és elvezeti az embereket a l legkiválóbb anya által Jézushoz, az Isten Fiához. (A legfontosabb szertartás az eucharisztia egyáltalán nem a pogányoktól jött.)
- „Mária isten-anyaságának hirdetésével az 5. század elején Nesztoriosz konstantinápolyi püspök szembeszállt, az efezusi zsinaton megtárgyalták nézeteit, mire őt az egyház kiközösítette és száműzte.”  A nesztorianizmus kapcsán a probléma az volt, hogy Nesztoriosz szerint Jézusban egy testben két külön személy lakik: egy isteni és egy emberi, akiknek csak a közös lakás a kapcsolatuk egymással (görögül enoikészisz), tehát nincs keveredés, hanem hol az egyik, hol a másik lép működésbe. Mária csak az embernek anyja, az Istenhez semmi köze. Az Efezusi zsinat szerint Jézus nem két személy, hanem egy isteni személy két természettel és a személyi egység (henószisz katha hüposztaszin vagyis unio hypostatica) alapján lehetséges a tulajdonságok kicserélése (communicatio idiomatum), hogy az isteni természetre jellemző dolgokat az emberről is állítunk, és az emberre jellemző dolgokat az Istenről is. Így lehet Istennek anyja, akkor is ha Isten örökkévaló és születetlen. Az Efezusi zsinatot a protestánsok még elfogadják, így nehezen érthető, mi a bajuk az Isten Anyja címmel.

## Szüzessége

### Jézus születése előtt
A keresztény hagyomány kritikusai felvetik, hogy a szüzesség egy félrefordított szó, mely csak fiatal lányt jelent, azt egyértelműen csak Máté és Lukács használja. Valóban fiatal lányt jelent elsősorban, de az eredeti héberben az alma(h) jelenthet fiatal lányt és szüzet is. Az alma(h) eljegyezhető szűz lányt, a betulah el nem jegyzett szűz lányt jelent. Ezzel szemben a férjezett nőt az isa héber szó jelenti.
Máté evangéliuma a jóval korábban Izajás prófécia beteljesedésére hivatkozik, „Ezért az Úr maga ad jelet: Íme a szűz méhében fogan és fiút szül, és a nevét Emmanuelnek fogja hívni.” (Iz 7,14). Amikor a Bibliát – az ószövetség könyveit – lefordította 70 zsidó héberről görög nyelvre, mindannyian a görög parthenosz, azaz szűz szót választották. Izajás folytatja, övé lesz Izrael, „csodálatos tanácsadó, erős Isten, örökkévalóság Atyja, béke fejedelme.” Aranyszájú Szent János mondja, „ugyan miféle jel ha a szűz a házasság törvénye alá tartozott volna? A jelnek a szokásostól eltérőnek kell lennie!” írja. Ezzel visszautasítja azokat a véleményeket, akik azt beszélik egy átlagos fiatal nőnek a szüzesség elvesztése utáni szülésére kell gondolni.
Lukács és Máté szüzességet ír, Márk – aki a legrégebbi evangéliumot írta – máshogyan utal erre: „Nem az ács ez, Mária fia…?” (Mk 6,3) a zsidó irodalomban Jézus az egyetlen akit anyjáról neveztek el és nem az apjáról. Mert apja után nevezik el a gyermeket. (Ez a megnevezés a Koránban is többször ismétlődik, „Jézus, Mária fia”.) János pedig, „aki nem vérnek vagy testnek a vágyából, és nem is a férfi akaratból, hanem Istentől született” (Jn 1,13).
Az esszénusok istenfiúságot vallottak. Közösségi Szabályzatukban említik „Isten nemzi a Messiást” (1 QSa 2,11-12). Ez kizárja a férfi közreműködését.

### Jézus születése után
A Máté szerinti evangélium Jézus testvéreit említi (Máté evangéliuma 13:54–56).
A katolikus egyház dogmaként tartja nyilván, hogy mindig szűz, előtte, szülés közben és utána is. Isten erejének tudható be ez. További állásfoglalása és a történeti kutatások alapján ebben a korban elterjedt volt a testvér szó használata a család tágabb rokoni kapcsolatainak kifejezésére is (az arámi illetve héber nyelvben), ez az ószövetségi írások elemzésével egyértelműen megállapítható. Fellelhetőek pontosabb családfa-leírások, ahol az unokatestvéreket egyszerűen testvérként említik, például a (1 Krónikák 23,21-22)-ben (szintén héber nyelven íródott). A Károlyi-bibliafordítás – megkerülvén a problémát – atyjafiainak nevezi őket. A testvér szó használatát a görög evangéliumokban a katolikus érvelés az arámi nyelv hatásának tartja, míg ezt az érvelést a protestánsok többsége és egyes ortodoxok elutasítják.
Az arámi nyelvben nem létezett külön szó az unokatestvérre, ellenben az ógörögben igen, az evangéliumok és az apostoli levelek pedig ezen nyelven íródtak. A galatabelieknek írt levélben Pál apostol írja: „Az apostolok közül pedig mást nem láttam, hanem Jakabot az Úr testvérét”. Viszont a Kolossebelieknek írt levélben használja az unokatestvér szót (Kolosse 4:10): „Köszönt titeket Aristárkhus, az én fogolytársam, és Márk, a Barnabás unokatestvére.” Vitatott, hogy Pál apostol miért használta volna a testvér szót, ha használhatta volna az unokatestvér szót is.
Máté evangéliuma azt mondja József és Mária jegyességének idejéről, hogy József, „nem ismerte meg őt, addig amíg meg nem szülte első fiát – akit Jézusnak nevezett el.” Az „ismerte meg” kifejezés a héberben a szexuális egyesülésre is vonatkozik, és a görög is megtartotta ezt a kifejezésmódot. A katolikus érvelés szerint ez nem támasztja alá, hogy utána Mária elvesztette a szüzességét, hiszen csak a születésig tartó időszakról ad információt.
További érvek a katolikus teológusok részéről, hogy Mária részvétele a húsvéti zarándoklaton a 12 éves Jézussal nem lenne magyarázható, ha még kisebb gyermekeit kellett volna gondozni, illetve, hogy a testvérei (unokatestvérei), ha fiatalabbak lettek volna, nem léptek volna fel ellene olyan tiszteletlenül mint azt a Márk 3,31-35 és János 7,2-5 említi. Így ezek a „testvérek” csak Jézus idősebb unokatestvérei lehettek. Az, hogy Jézus a kereszten az egyik tanítványára, Jánosra bízza anyját, a katolikus érvelés szerint szintén annak a bizonyítéka, hogy nem voltak testvérei.
Ezzel együtt kijelenthető, hogy a katolikus álláspontban szereplő „unokatestvér” (ἀνεψιός, anepsios) szóval ellentétben az összes említett helyen a „fivér” szó görög megfelelője (ἀδελφός, adelphos) szerepel, azaz a vérszerinti fiútestvér. A Márk 6,3-ban hangzik el a kérdés: „Nem az ács ez, Mária fia, Jakabnak, Józsefnek, Júdásnak és Simonnak a fivére (adelphos)? És nem itt élnek-e közöttünk nővérei is?” A nővérekre itt a Biblia a vérszerinti lánytestvér szavát használja (ἀδελφή, adelphē), és nincs utalás arra, hogy ez csupán tágabb családtag vagy unokatestvér lenne. Abban az esetben, például a Kolossé 4,10-ben, amikor az unokatestvérekről esik szó, az anepsios (ἀνεψιός, anepsios) kifejezést használja a Biblia: „Köszönt titeket Arisztarkhosz, a fogolytársam, és Márk, Barnabás unokatestvére (anepsios), akiről utasítást kaptatok.”
Ami Mária örök szüzességét illeti, még egy biblikus érvnek tartják a Mk 6,3-ot, ami Jakabot, Józsefet, Simont és Júdást nevezi meg Jézus testvéreiként. A Mk 15,40 viszont utalhat arra, hogy Jakab és József annak a Máriának fiai, aki messziről figyelt a Golgotán, és aki nem azonos Jézus anyjával.

## Mária hét fájdalma
Mária életének hét eseménye, a késő középkor Mária-tiszteletének témája: 
- Jézus körülmetélése
- menekülés Egyiptomba
- a 12 éves Jézus keresése
- találkozása a kereszthordozó Jézussal
- megfeszítés
- levétel a keresztről (Pietà)
- sírbatétel

Tisztelete Keleten a 4. századtól, Nyugaton a 9. századtól megtalálható. Mária hét fájdalmának ünnepét a kölni érsekség számára 1423-ban zsinat hagyta jóvá. Ünnepe szeptember 15. (Fájdalmas Anya). A Szűzanya fájdalmainak kultuszát részben az evangéliuma alapozza meg (Mt 2,13: Egyiptomba menekülés; Lk 2,35: Simeon szavai; 2,48: a →tizenkétéves Jézus; Jn 19,25: kereszt alatt); részben ősi hagyományra megy vissza. Ezzel kerekedik a szakrális számszimbolika szellemében 7-re a Szűzanya szenvedése, aki szeretetből osztozott Fia szenvedéseiben, végigkísérte keresztrefeszítését, részt vállalt áldozatában.

### Ikonográfia
Első ábrázolásai a 15. század közepén jelentek meg, Mária hét örömével párhuzamosan is (Frankfurt am Main, Mária-kép., Rózsafüzér-kép). Az örömöket a koronázás köré csoportosították (A. Memling, München, Képtár, 1480 k.). Gyakran a Fájdalmas Boldogasszony képét keretezi. Egy-egy részlete a kereszt alatt álló, halott Fiát ölében tartó (Pietà); a Fájdalmak Fia mellett álló Mária. „A te lelkedet is tőr járja át” (Lk 2,35) jövendölés alapján 7 kard is jelképezheti a 7 fájdalmat. A 7 kard átszúrja, mandorlaként veszi körül Mária szívét vagy egész alakját. A spanyol művészetben Mária, a vértanúk királynője töviskoronát visel. Kőszeg plébániatemplomában Molnár C. Pál képe. A ferences rend váci Hétkápolna búcsújáró helye erre emlékeztet.

## Ökumenizmus

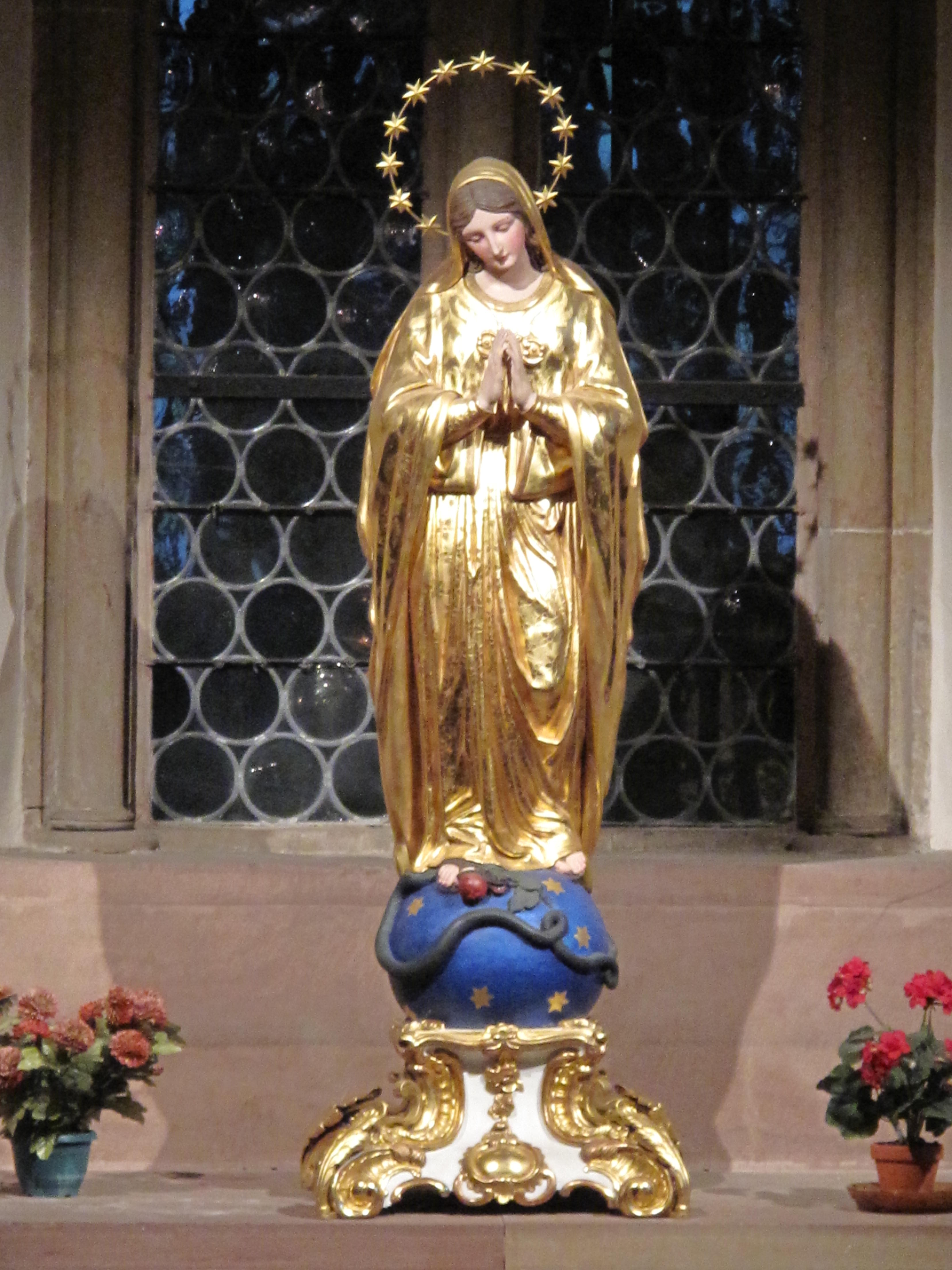
Mária-szobor a strasbourgi székesegyházban

A katolikus egyház törekvése az ökumenizmus, amely célja Jézus felhívása, hogy egységben tiszteljük az Atyát. A katolikusok Szűz Máriában látják e cél megvalósulását, hiszen Szűz Mária egyik címe a katolikus hagyományban a Minden Eretnekség Eltiprója. 
Boldog IX. Piusz pápa a Mária szeplőtelen fogantatását kihirdető bullában így fogalmaz:

Biztos a reményünk és teljes a bizodalmunk abban hogy a Legszentebb Szűz a leghatalmasabb védelme által biztosítani fogja, hogy minden nehézség elmúljék és minden hiba megszűnjék [...] Szilárd a bizodalmunk hogy Ő fog bocsánatot szerezni a bűnösnek, egészséget a betegnek, erős szívet a gyengének, vígasztalást a szomorúnak, segítséget a veszélyben lévőnek, hogy Ő fogja a szellemi (spirituális) sötétséget eloszlatni mindazoknak akik tévedésben vannak, hogy visszatérjenek az igazság és méltányosság ösvényére, és hogy egy nyáj legyen és egy pásztor.”

XIII. Leó pápa az Adiutricem enciklikában (1895) a közismert Mária-ájtatosságot, a Rózsafüzért ajánlja erősen imádkozni a keresztények közötti egység megteremtéséért; ezen túlmenőleg, mivel Mária a Nemzetek Anyja is, ezért az összes nép és nemzet megtéréséért. Leó pápa Alexandriai Szt. Cirillt idézi egyetértőleg:

 Rajtad keresztül hirdették az apostolok a megváltást a nemzeteknek... teáltalad van az értékes kereszt mindenhol tisztelve; teáltalad lettek a démonok megfutamítva és az emberek a mennybe visszaküldetve; teáltalad ismeri fel az igazságot minden bálványok rabságában vergődő félrevezetett teremtmény; rajtad keresztül lettek a hívek a szent Keresztségbe hozva és templomok emelve minden nép körében.

## Nagyobb Mária-jelenések színhelyei
A katolikusok népies szárnya úgy gondolja Szűz Mária saját maga mutatja meg az utat a Szűz Mária-jelenésekkel, ezért anyai közvetítő szerepe van a valamit imával kérő hívő, és Jézus között.
A katolikus hagyomány szerint Mária mennybevitele után többször megjelent földi embereknek, különösen a 19. és 20. század során, hogy imádságra és bűnbánatra szólítson.
Egyházilag elismert jelenések: Guadalupei Szűzanya (1531), Fátima (1917), Lourdes (1858), Párizs (1830), La Salette-i Mária-jelenés (1846), Beauraing-i Miasszonyunk (1932), Banneux-i Miasszonyunk (1933), Siracusai Könnyező Madonna (1953).
Sok helyen csodatévő Mária-képet vagy Mária-szobrot tisztelnek. Kialakulása egy-egy egyházi által elismert csodának vagy Mária-jelenésnek köszönhető. Ilyen például a japán Akitai Miasszonyunk, az olasz Siracusai Könnyező Madonna, mexikói Guadalupei Szűzanya. A Mária-kegyhelyek a Szűz Mária-tisztelet kiváltságos helyei.

## Mária az iszlámban

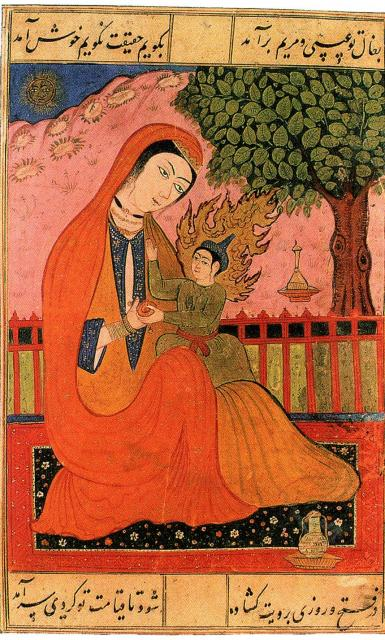
Szűz Mária és a Kisjézus (perzsa miniatúra)

Máriát a Korán Mirjam vagy Marjam néven 72 alkalommal említi mint Jézus próféta szűz anyját, az egyetlen bűntelent. Mohamed próféta a négy legtökéletesebb nő egyikének tartotta Szűz Máriát. Máriát anyja nevezte el és Istennek ajánlotta ezekkel a szavakkal: „Nálad keresek menedéket őneki, és szintúgy utódainak a megkövezett Sátán ellen.”
...ne mondjatok Istenről mást, csak az igazat. A megváltó Jézus, Mária fia, csupán Isten küldötte, és az Ő Szava, amit Máriának adott és az Ő Lelke. (Korán)
Az muszlimok elvetik a Mária-tiszteletet, mert szerintük egyedül Istent illeti a tisztelet és a dicsőség. Nincs szükség közvetítőkre sem Isten és az emberek között, így Mária sincs olyan helyzetben, hogy közvetítsen Isten felé. Máriának és más szenteknek a kultuszát, ikonjaiknak, szobraiknak a tiszteletét a bálványimádás egy formájának tekintik.
Akikhez (a hitetlenek) Allahon kívül fohászkodnak, azok nem teremtenek semmit, hanem ők maguk is teremtettek. Halottak (ők), nem élők, nem tudják, mikor lesznek fel támasztatva. A ti istenetek egyetlen Isten! Allah, az Örökkévaló. Nem nemzett és nem nemzetett. És nincs senki hozzá hasonló!

## Szűz Mária a művészetben

### Madonnaábrázolások
Kifogyhatatlan gazdagságban ábrázolják Szűz Máriát a kis Jézussal a nyugat-eurázsiai művészetekben. A születés utáni boldog istenanyát bemutató alkotások mellett az élet másik pólusán is gazdag az ábrázolása: a Golgotán a kereszt alatt álló Istenanya és a fiát ölében tartó pieta ismert művészeti alkotások.
Szűz Mária leggyakoribb művészeti megjelenítései az Újszövetségi Bibliából ismert jelenetek közül az Angyali üdvözletben, a Kánai menyegzőn, A kis Jézus bemutatása a templomban, a Menekülés Egyiptomba eseményein található.
Albrecht Dürer Szűz Mária életét fametszetsorozatban dolgozta fel.
Az ortodox egyház szerint csak szigorú szabályok szerint lehet ábrázolni a szenteket, az Istenanyát. Ezek festett ikonok, amelyeket Istenanya-ábrázolások szerint típusokba oszthatóak. Szent Lukács – a festők védőszentje – háromszor is megfestette még életében Szűz Mária arcát. Ez lett a három alaptípus:
- Glükophilusza – a „Meghatódott Istenanya” anyát és fiát, gyengéd ölelésben ábrázolják. Eleusza amikor a Mária arca hozzáér Jézuséhoz.
- Hodigitria – az „Útmutató” Mária-ikontípus az, amikor anyja fiára mutat: Ő „az út, az igazság és az élet”.
- Orans – „A Jel Istenanya” szemből ábrázolható. Mária ovális medalliont visel, amelyben oda festik Krisztus-Immánuelnek a Megváltó megtestesülés előtti képét. Ennek alapja egy Ószövetségi jövendölés: „Ezért az Úr maga ad nektek jelet: Igen, a szűz fogan, fiút szül, és Immánuelnek nevezi el” (Izajás 7.14).[88]

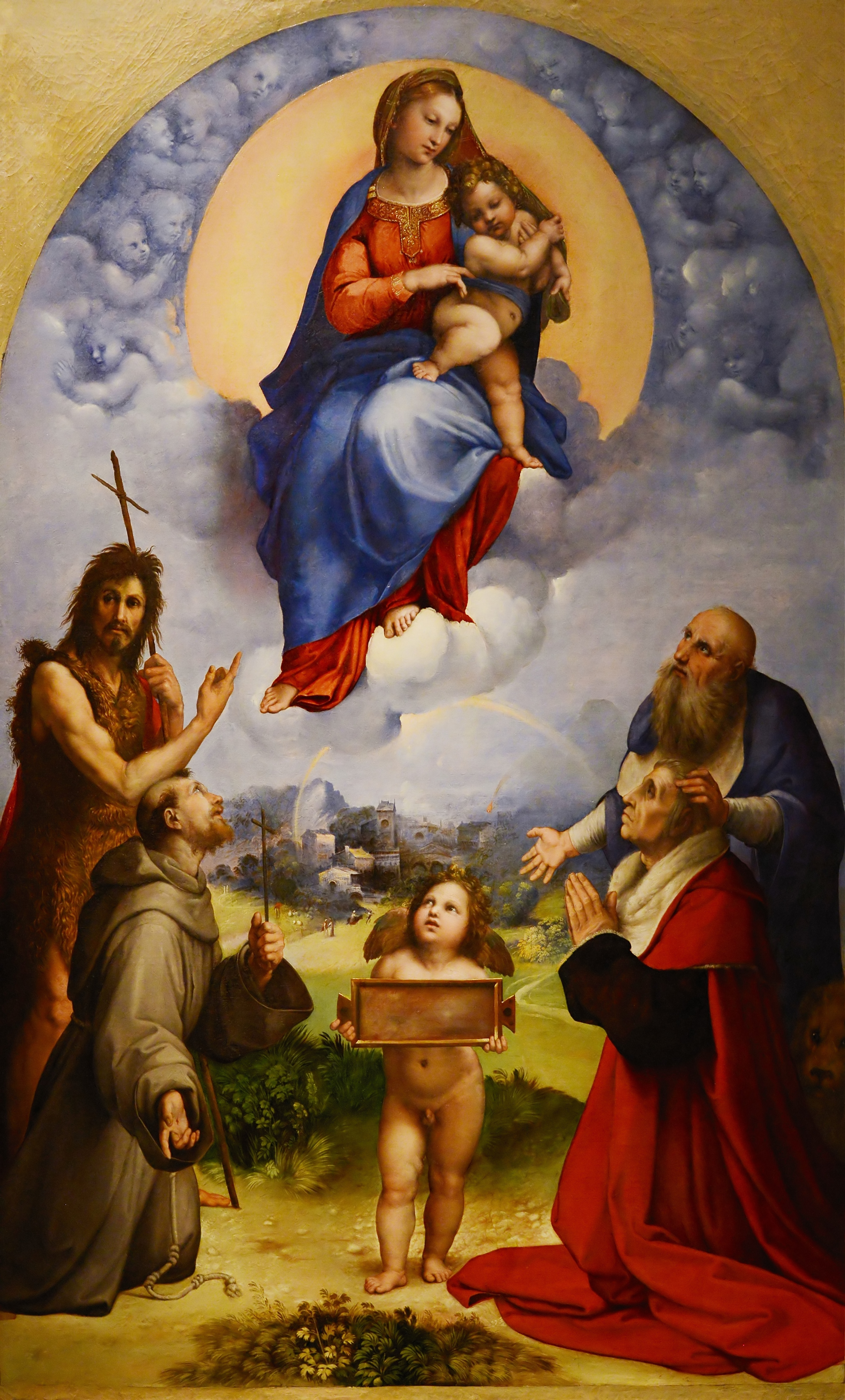
Raffaello: A Foligno-i Madonna (Vatikáni Múzeum)
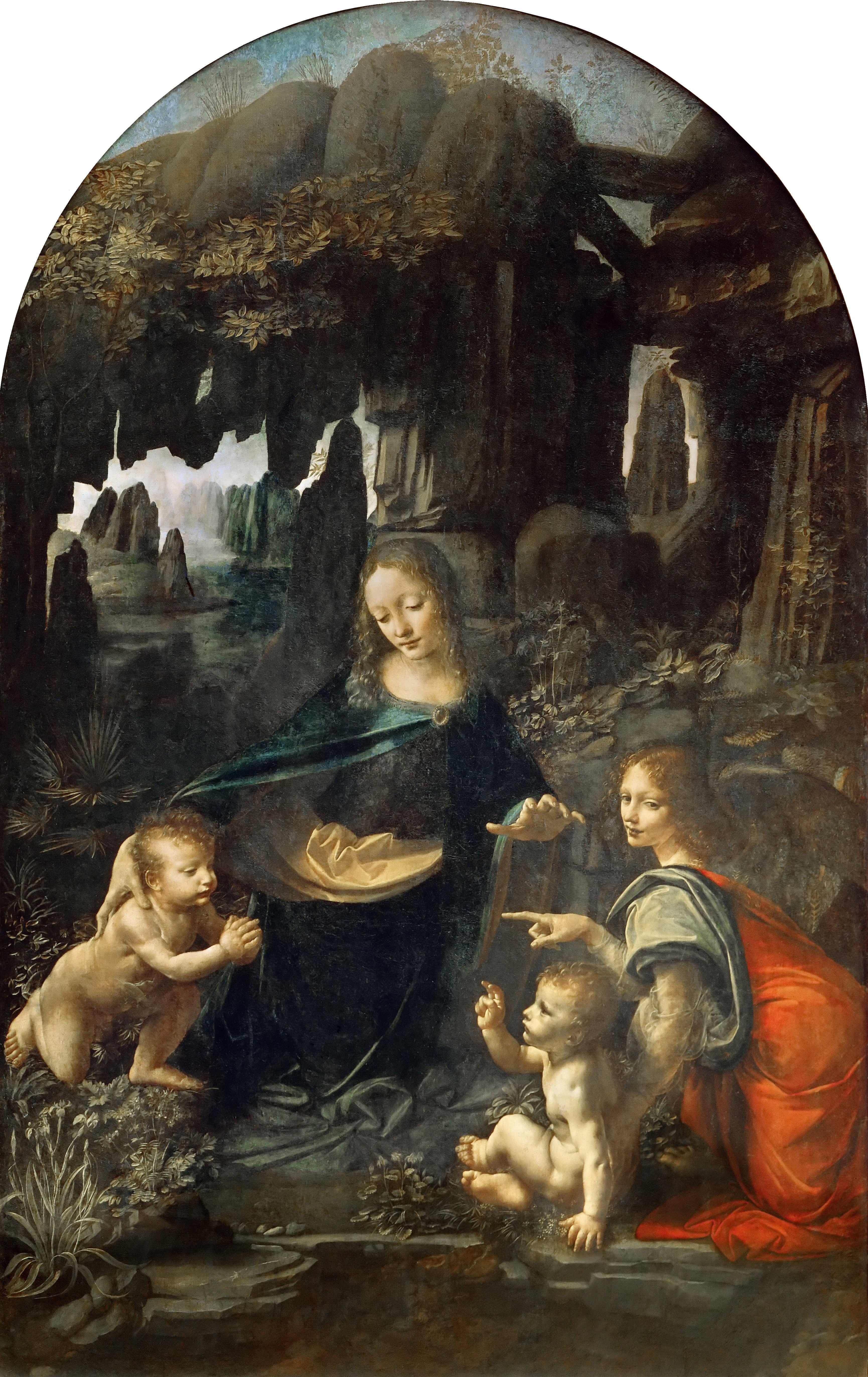
Leonardo da Vinci: Sziklás Madonna (Louvre)
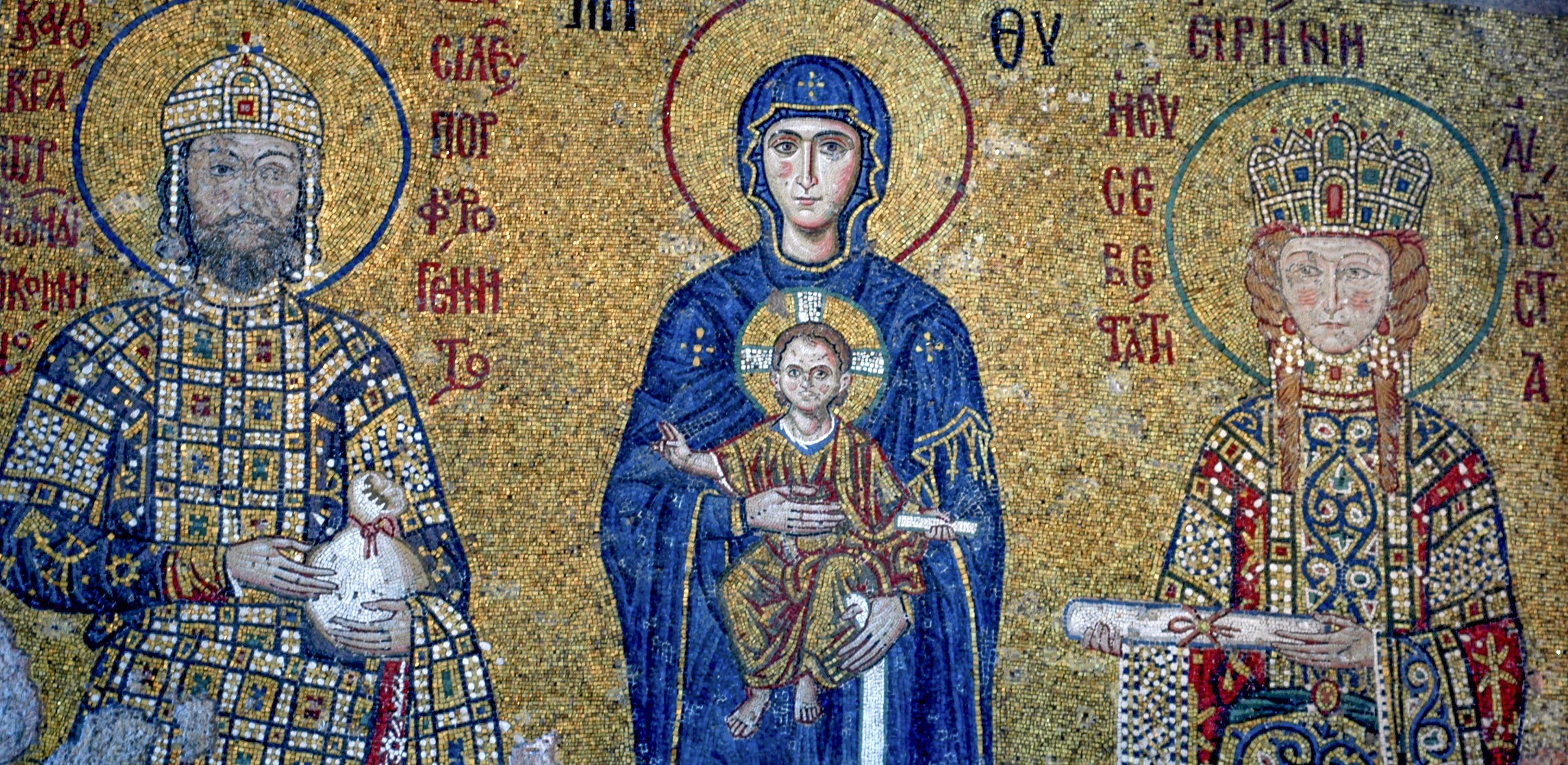
Mozaik a Hagia Szófiában: Szűz Mária két oldalán II. Komnénosz János, és Szent László lánya, Piroska (görög nevén Iréné).
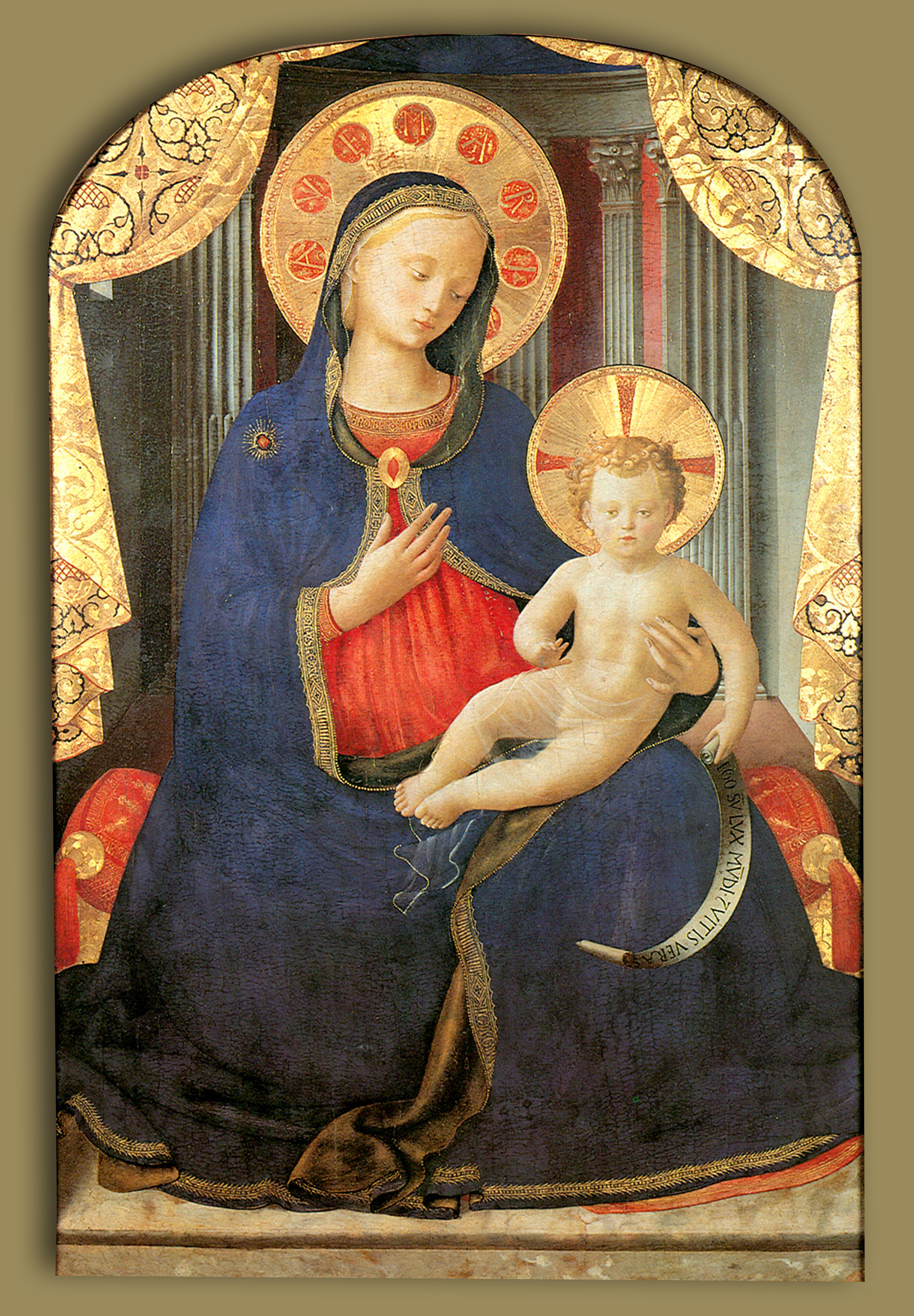
Fra Angelico: Madonna a gyermekkel
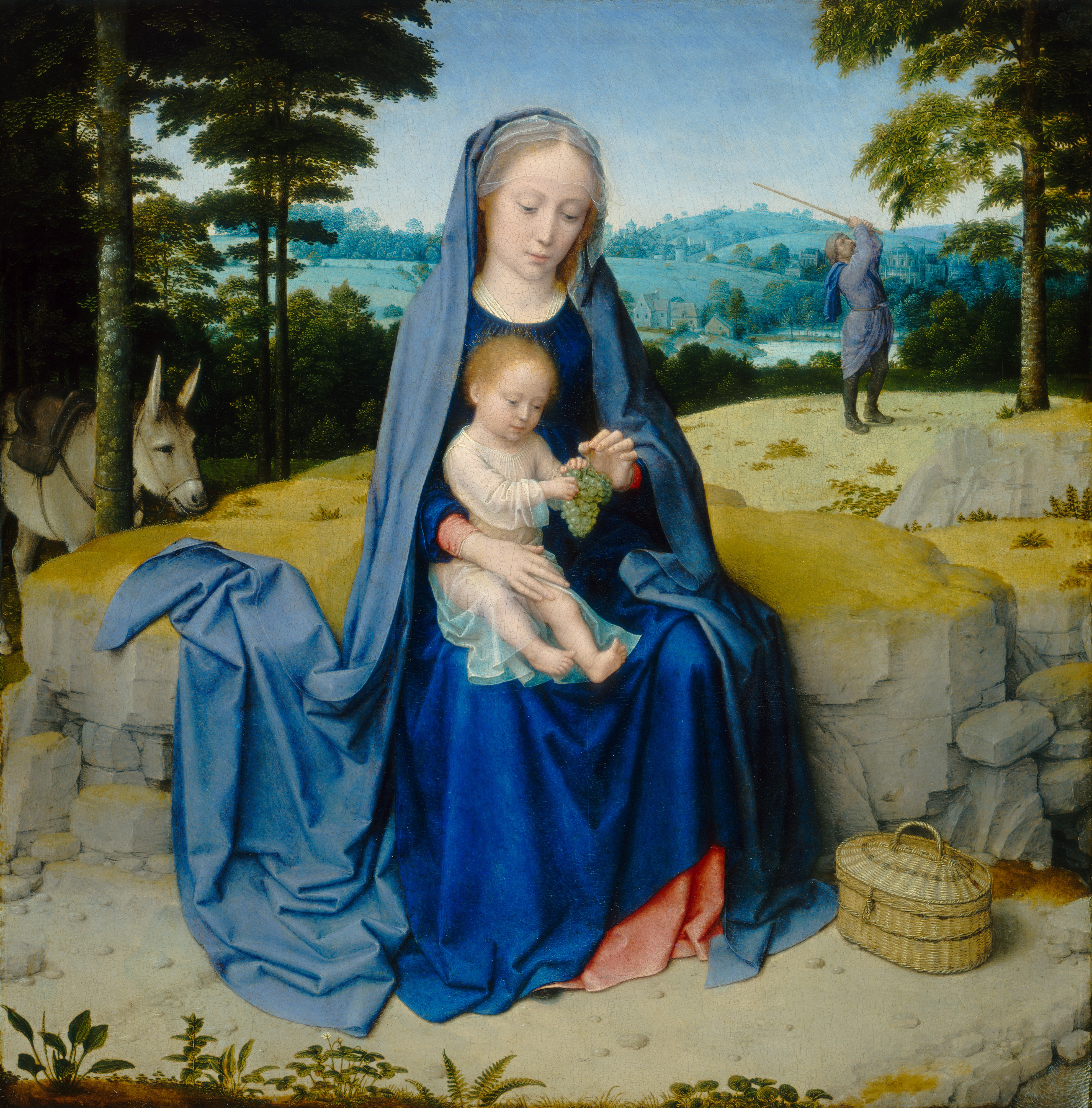
Gerard David németalföldi festő – Pihenő az Egyiptomba menekülés közben (National Gallery of Art)
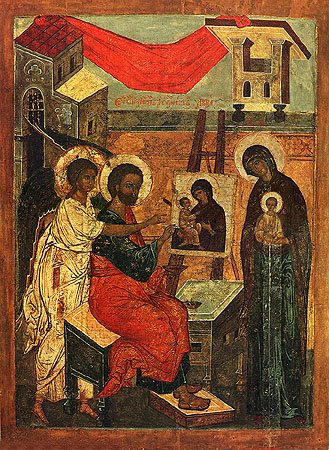
Lukács evangélista még életében megfesti Szűz Máriát. Vlagyimiri ikon
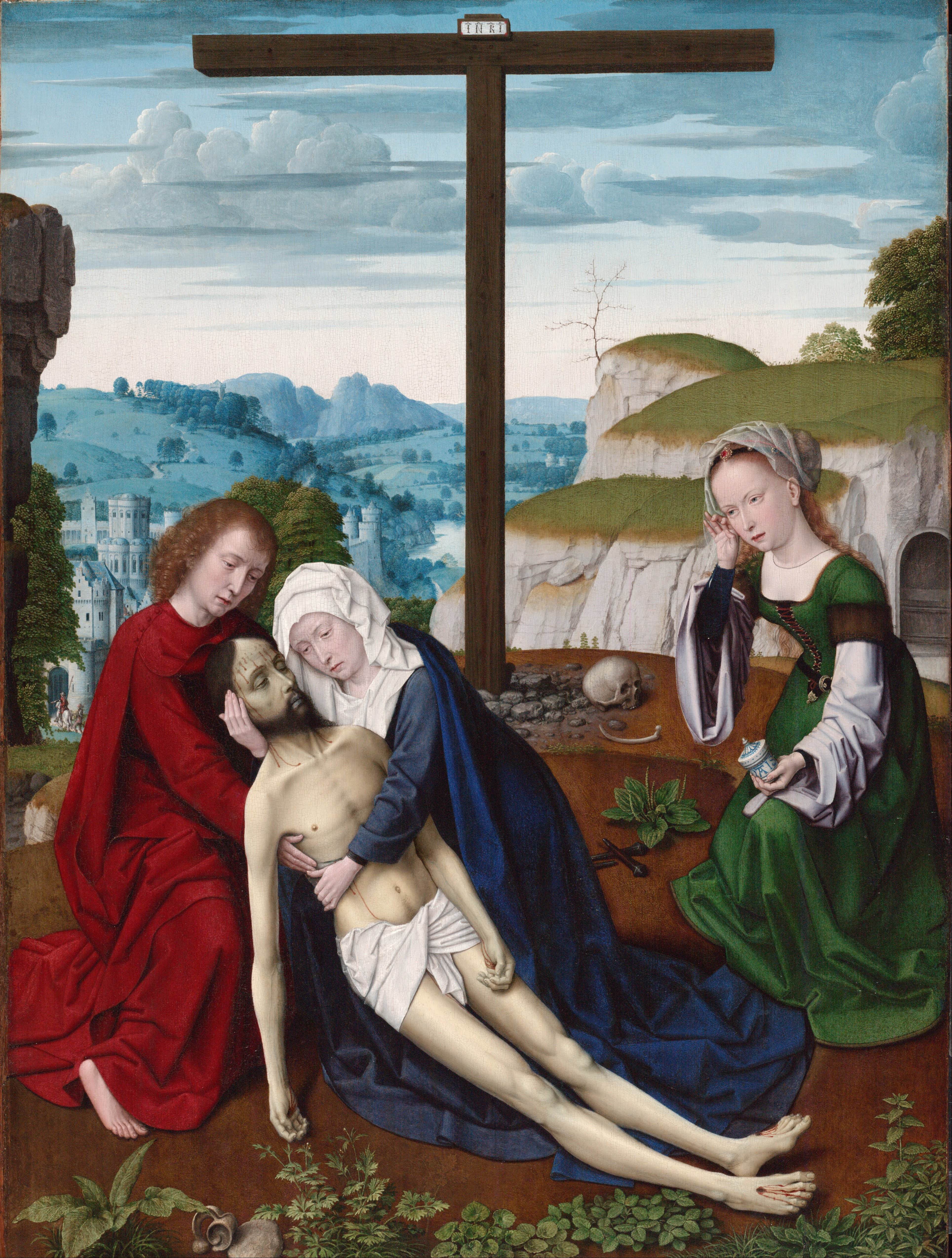
Gerard David – Siralom – Google Art Project
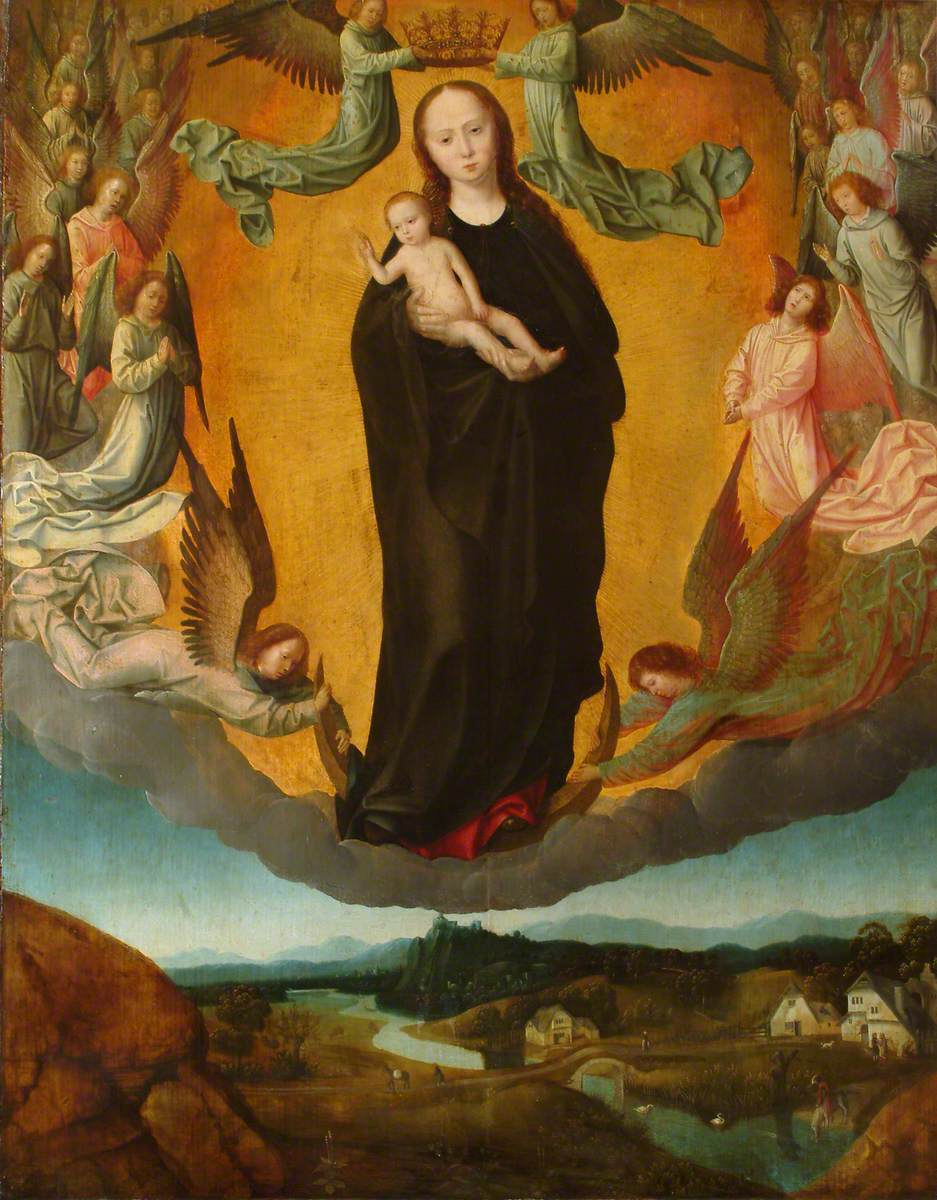
Albert Cornelis – A Szűz mennybevétele
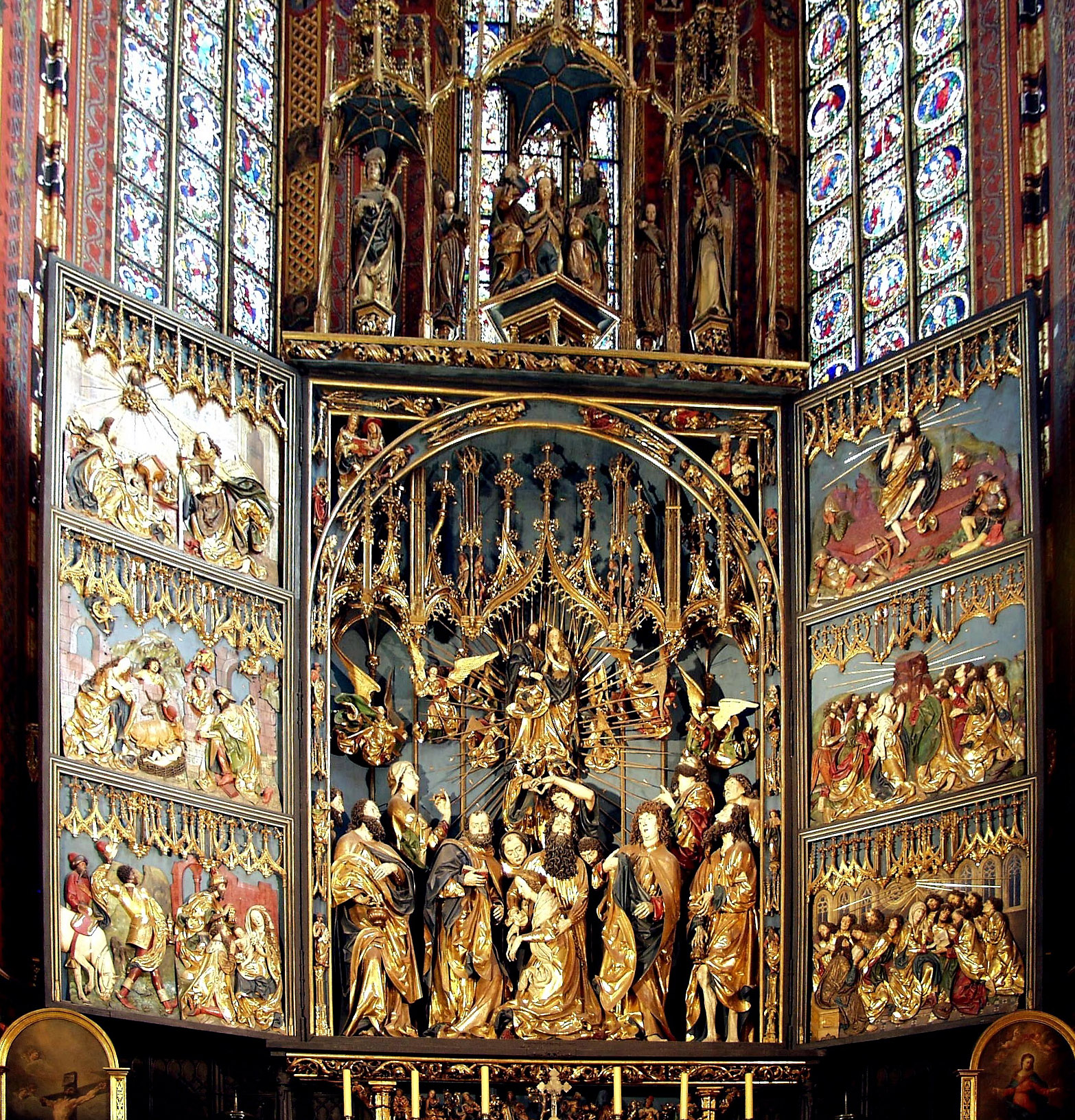
Veit Stoss oltárképe a krakkói Szűz Mária székesegyház oltárképén: Mária megkoronázása.
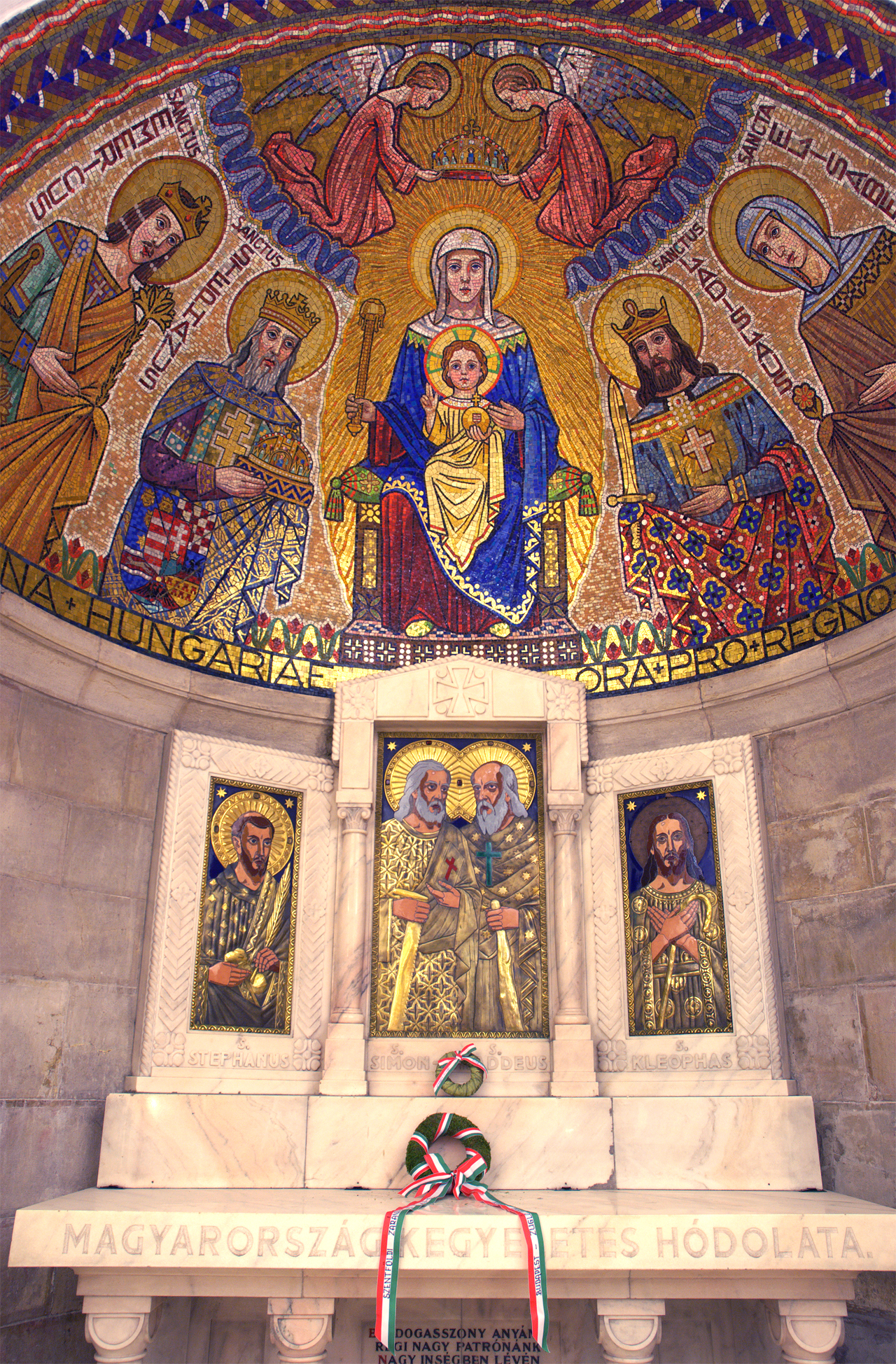
A Mária Elszenderülése templom magyar kápolnája az altemplomban, Jeruzsálemben
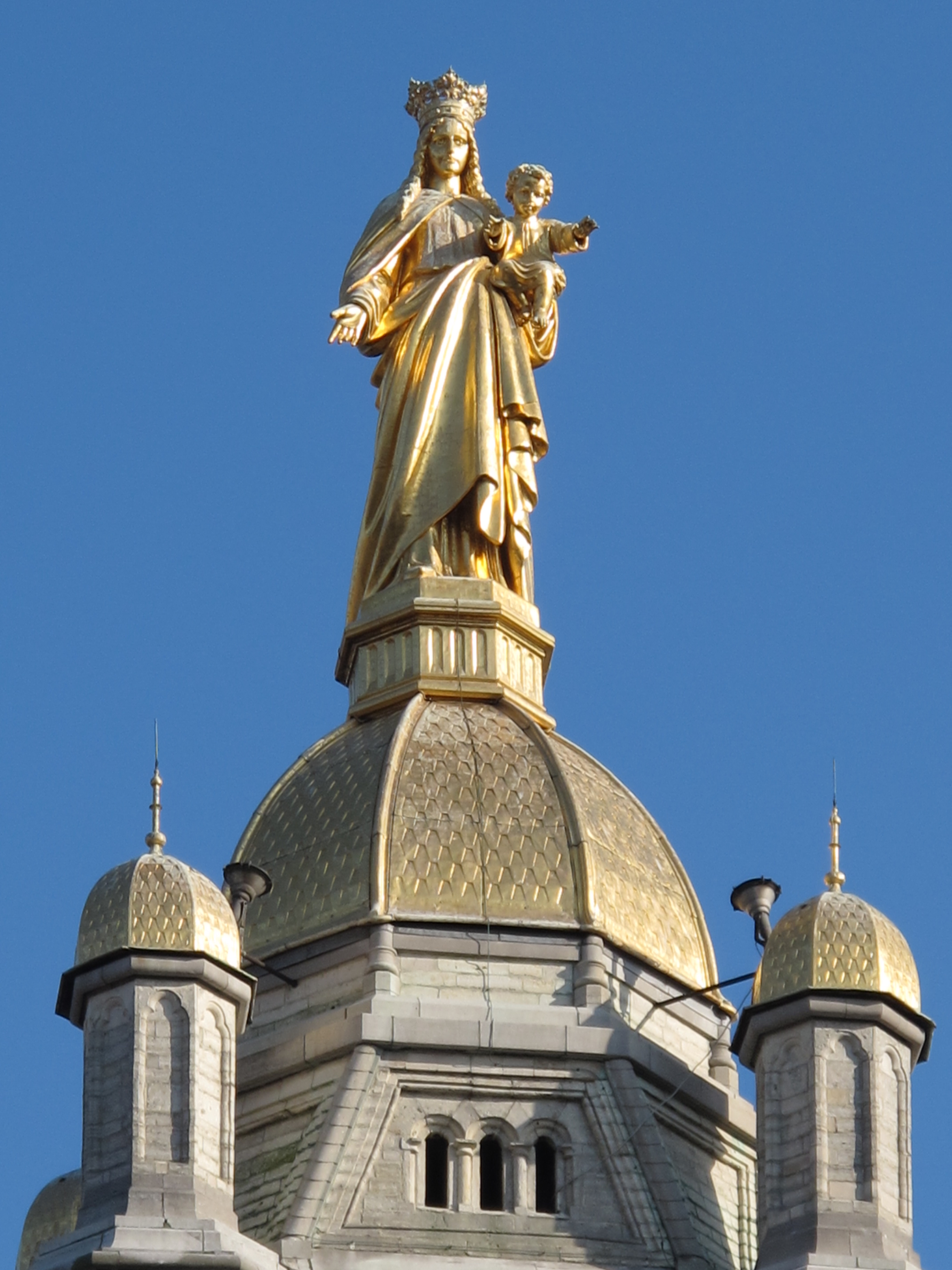
Onze-lieve-vrouwekerk (Miasszonyunk-templom), Sint Niklaas városban (Belgium), hat méter magas aranyszobor
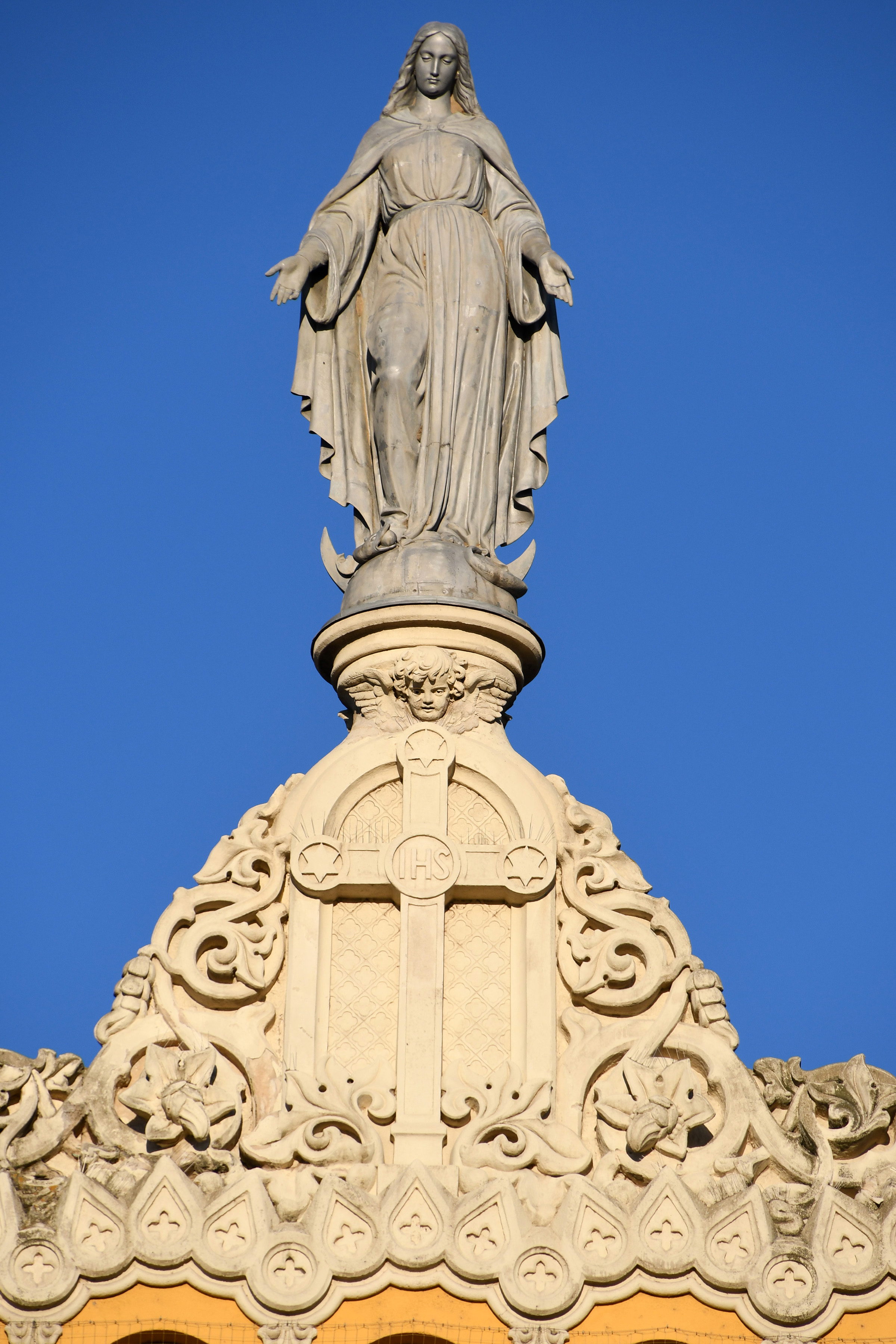
Szűz Mária szobor a fóti Szeplőtelen fogantatás templom tetején
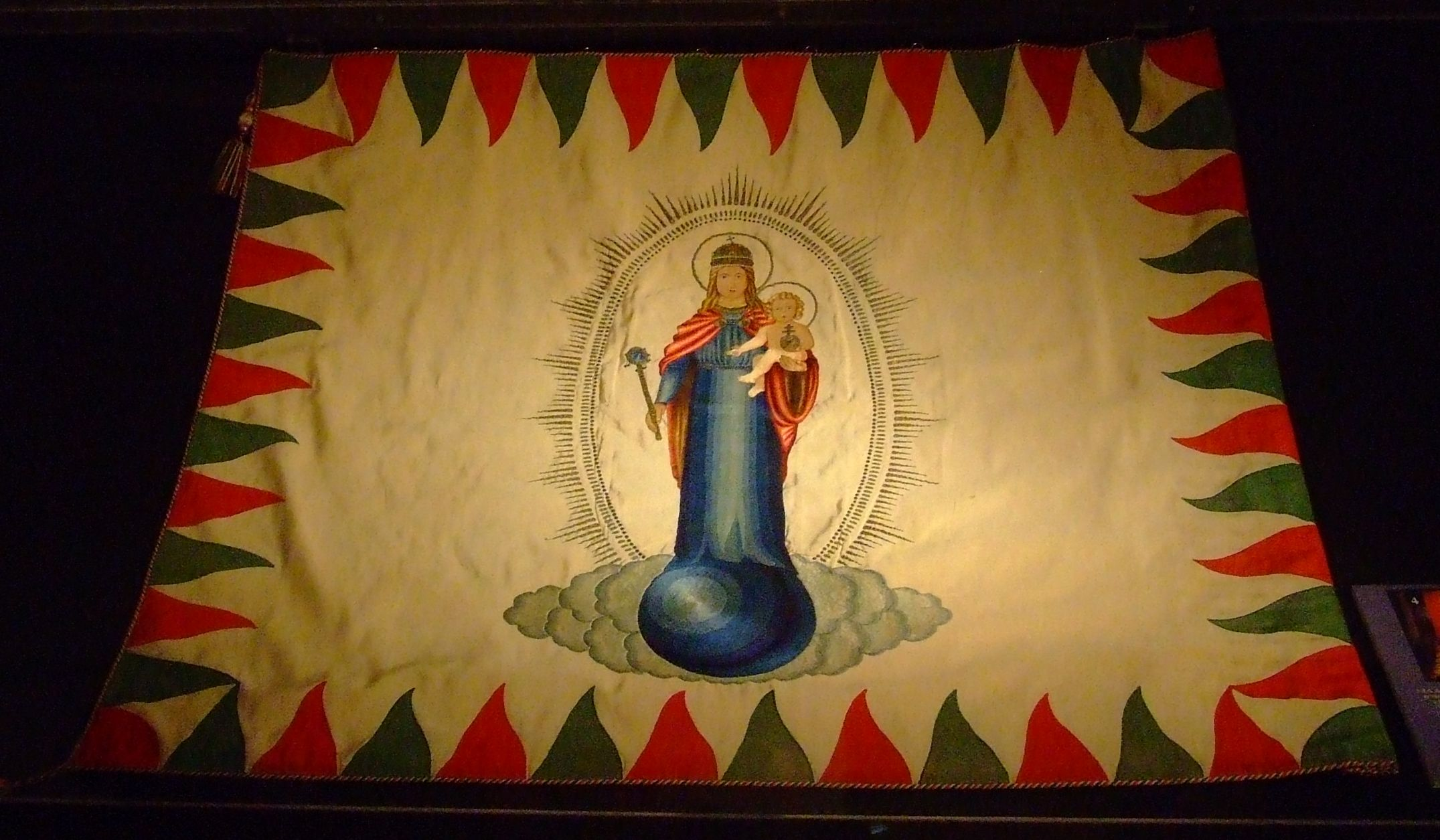
1848-49-es honvéd hadizászló, a koronás Szűz Máriával.

### Templomok
Az évszázadok folyamán számos templomot emelének Szűz Máriának szentelve. A francia nyelvterületen az efféle templomokat Notre-Dame-nak (Miasszonyunk) hívják.
A legjelentősebb francia példák: a Párizsi Notre-Dame, a Chartres-i Notre-Dame, a Reimsi Notre-Dame, és az Amiensi Notre-Dame.

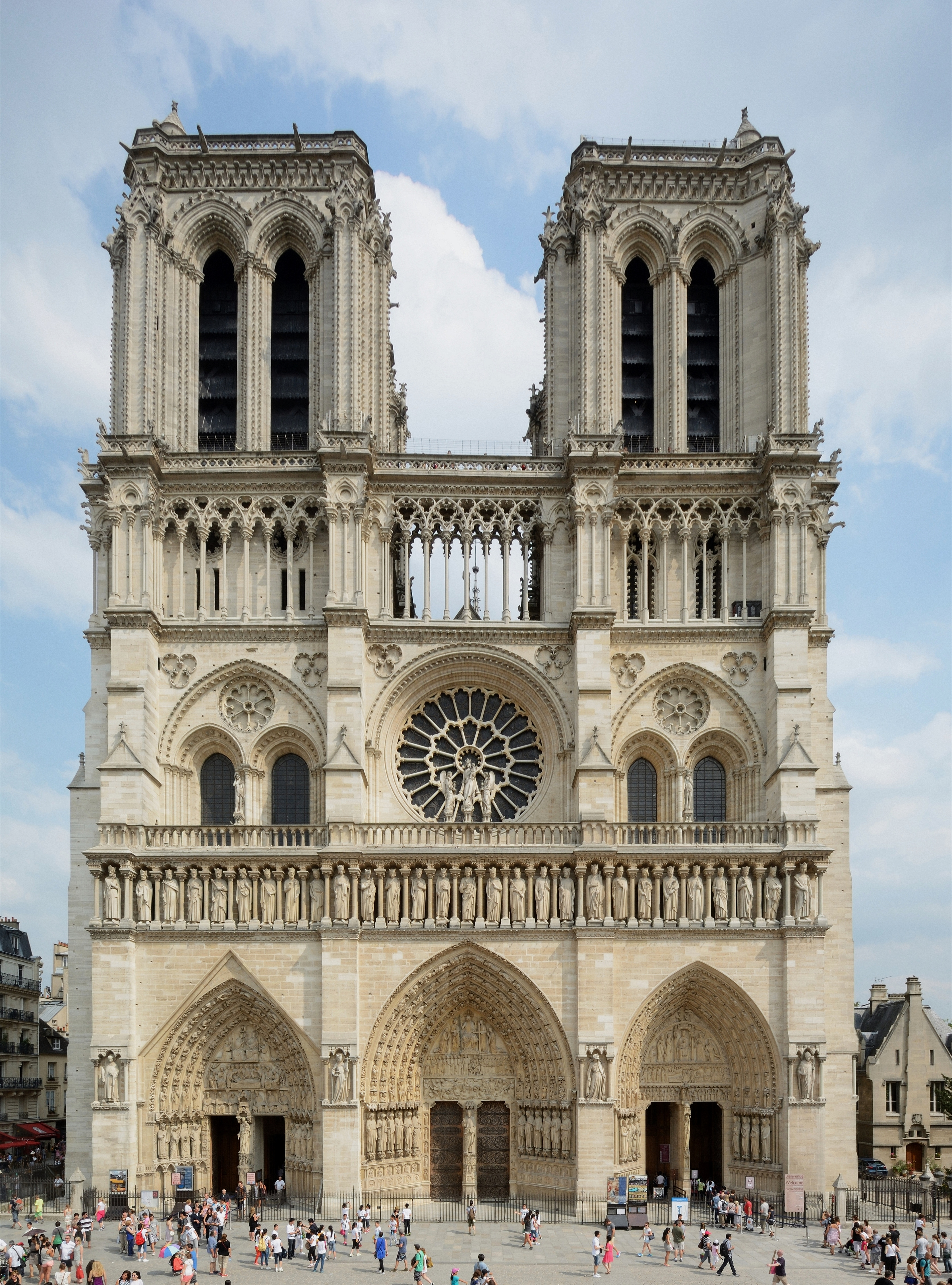
Notre-Dame, Párizs
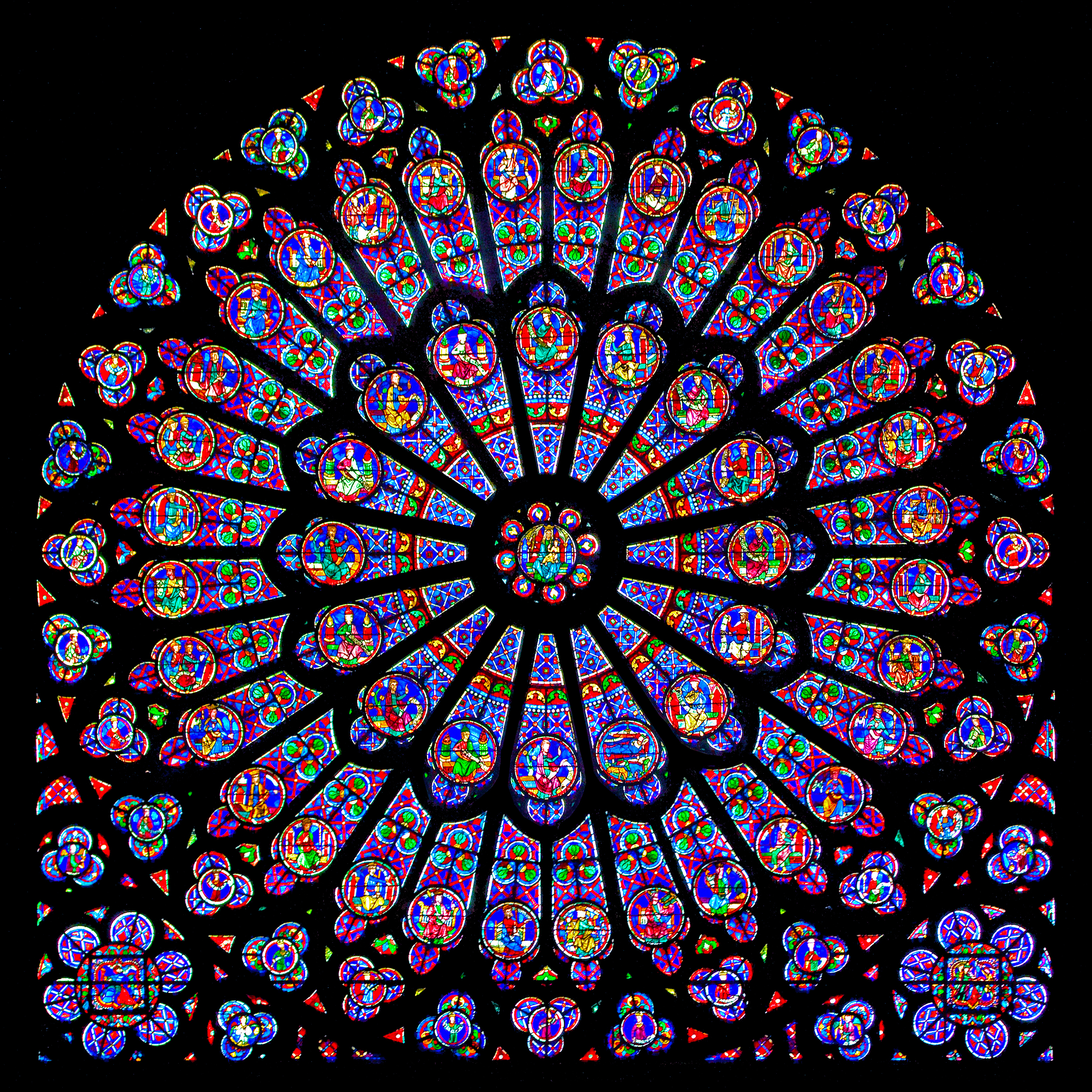
Rózsaablak a sugárzó (rayonnant) gótikus stílusban, Notre-Dame, Párizs
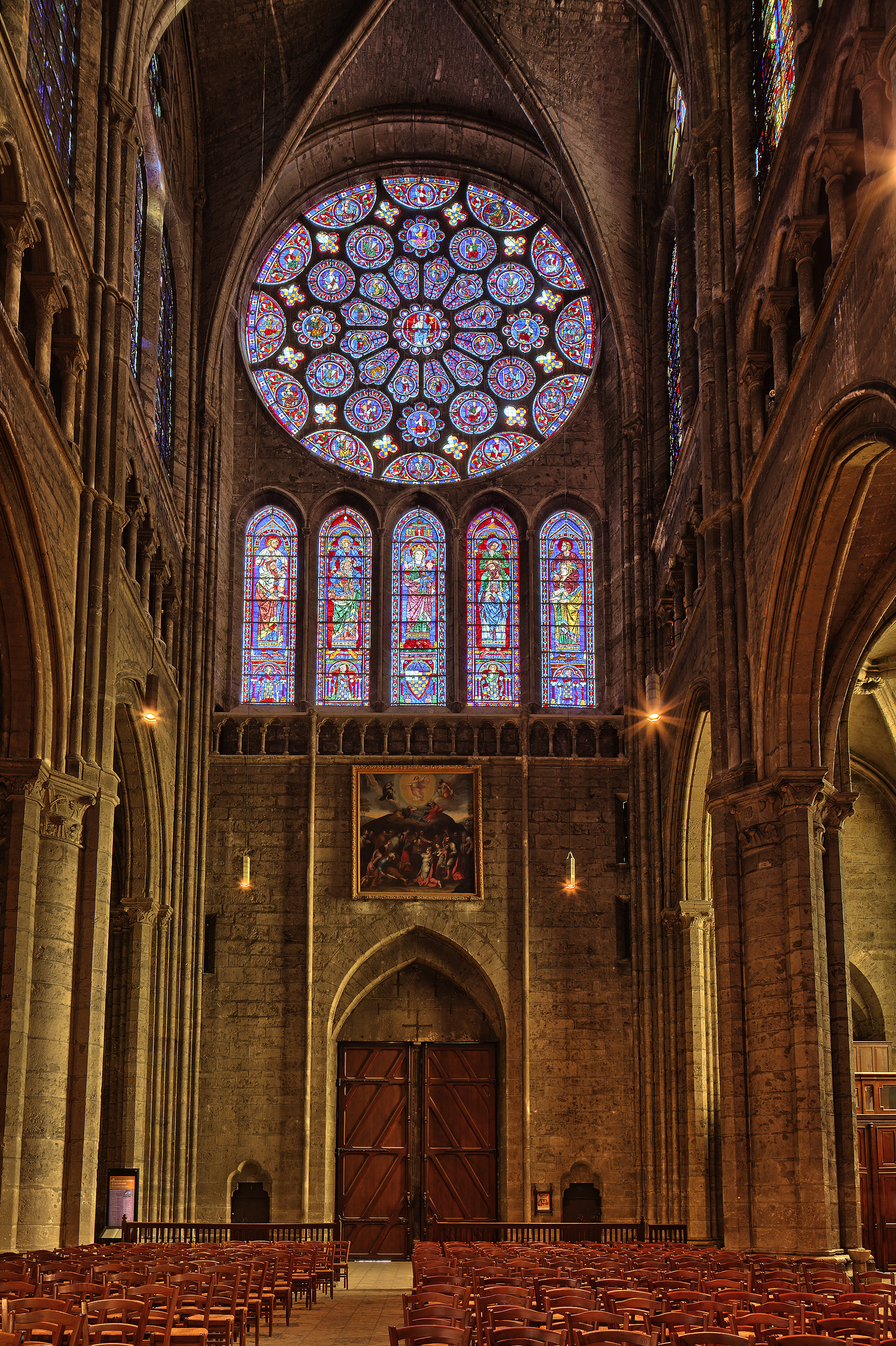
Notre-Dame, Chartres
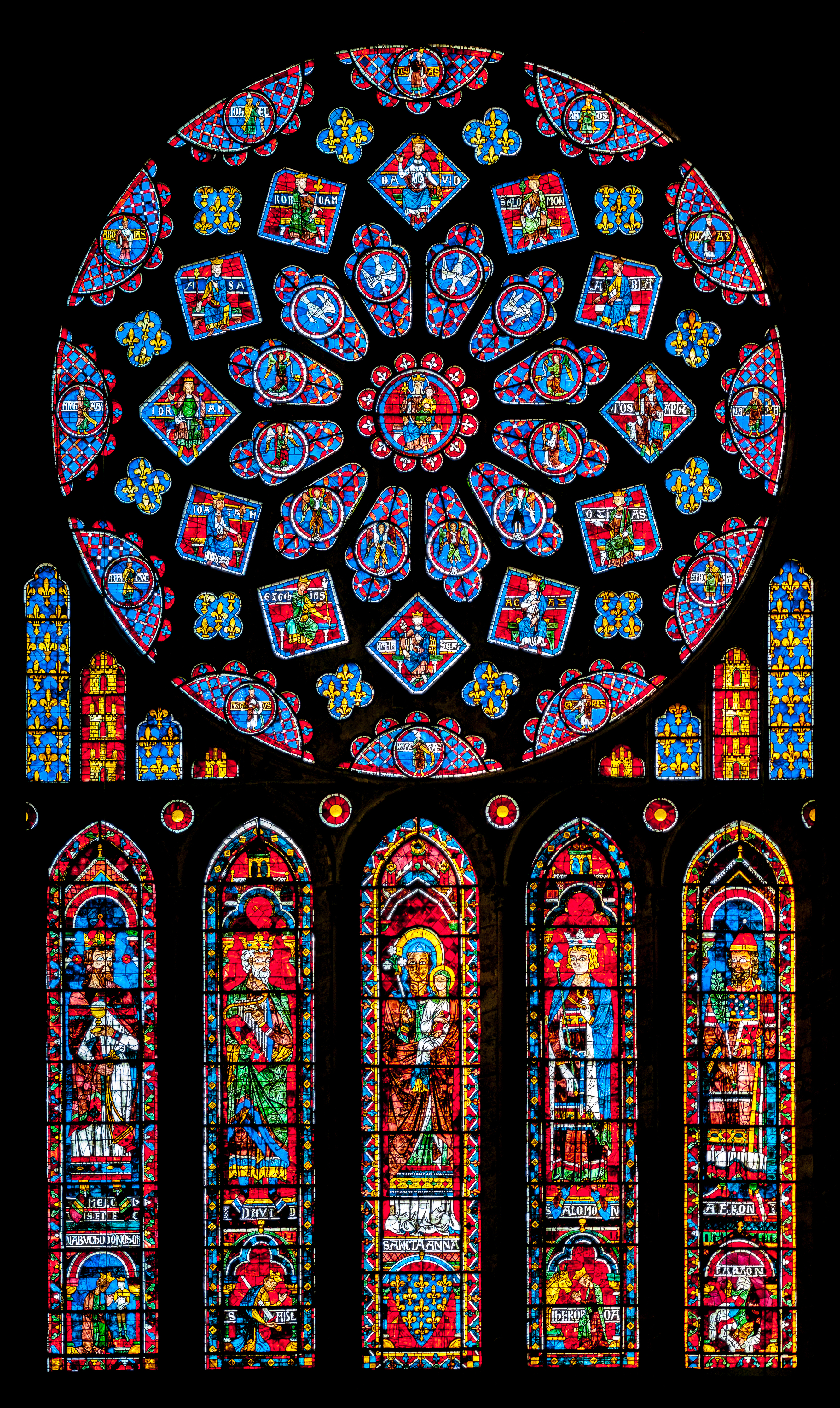
Északi transzept rózsaablak, Notre-Dame, Chartres
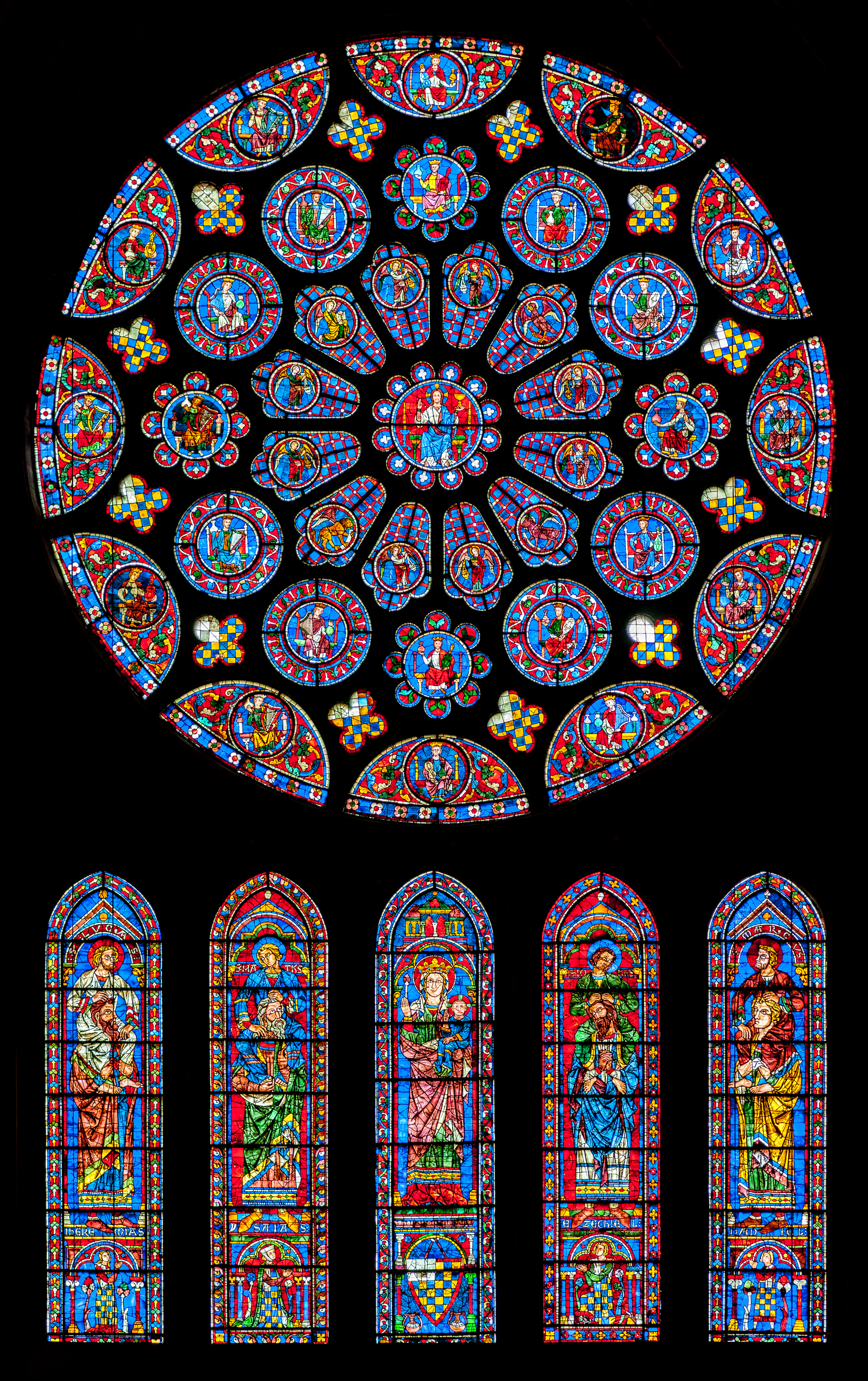
Déli transzept rózsaablak, Notre-Dame, Chartres
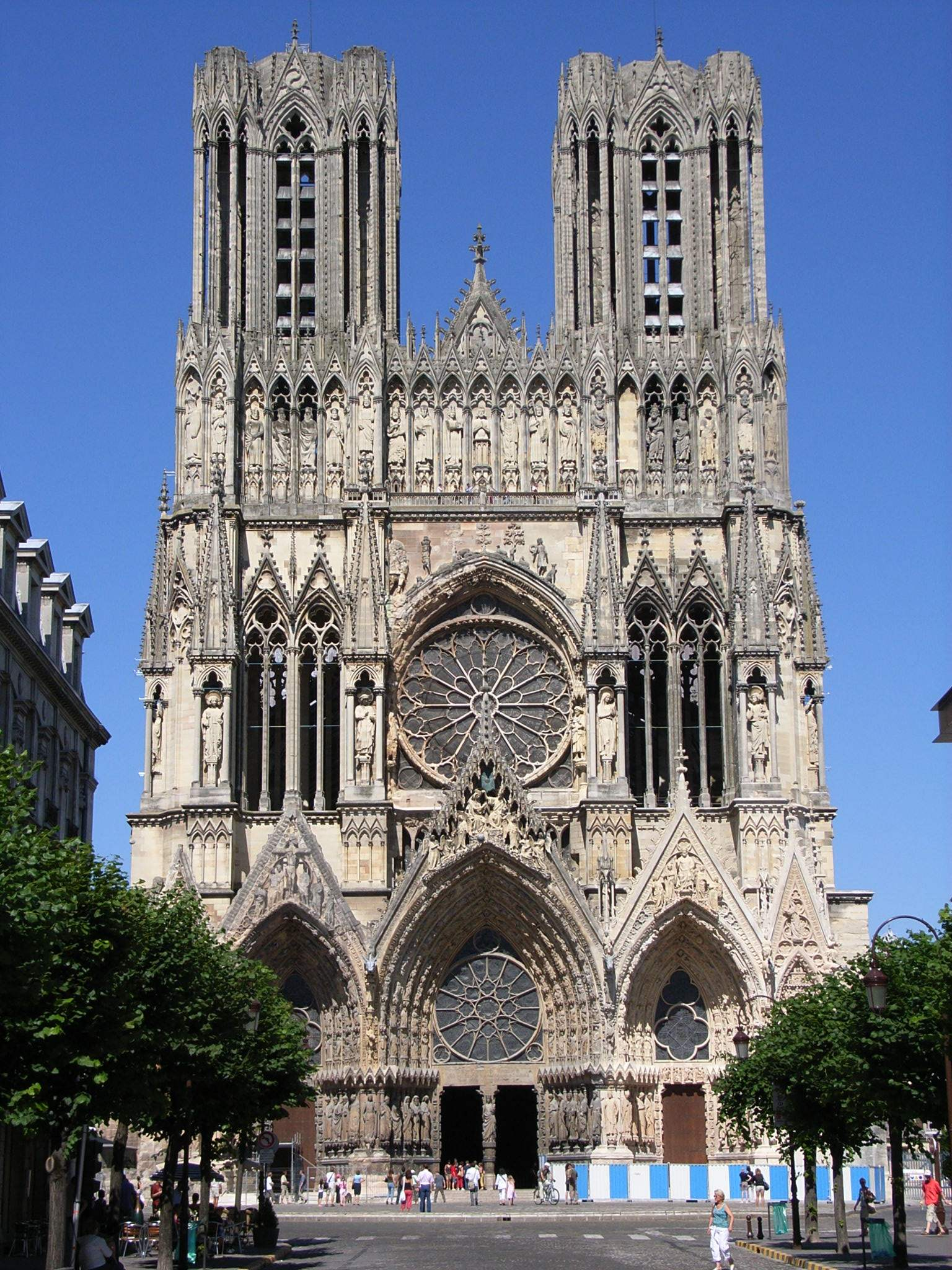
Notre-Dame, Reims
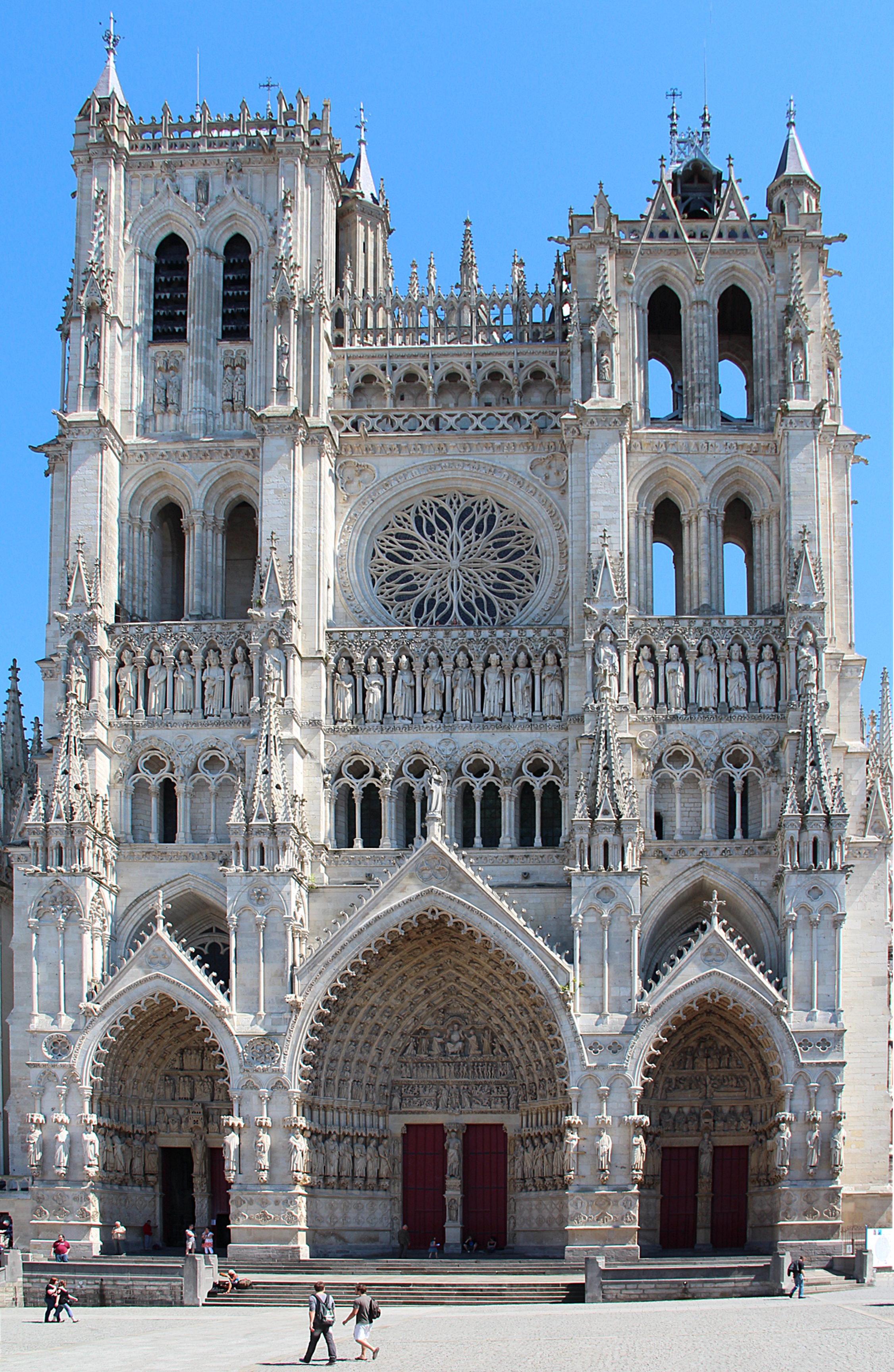
Notre-Dame, Amiens
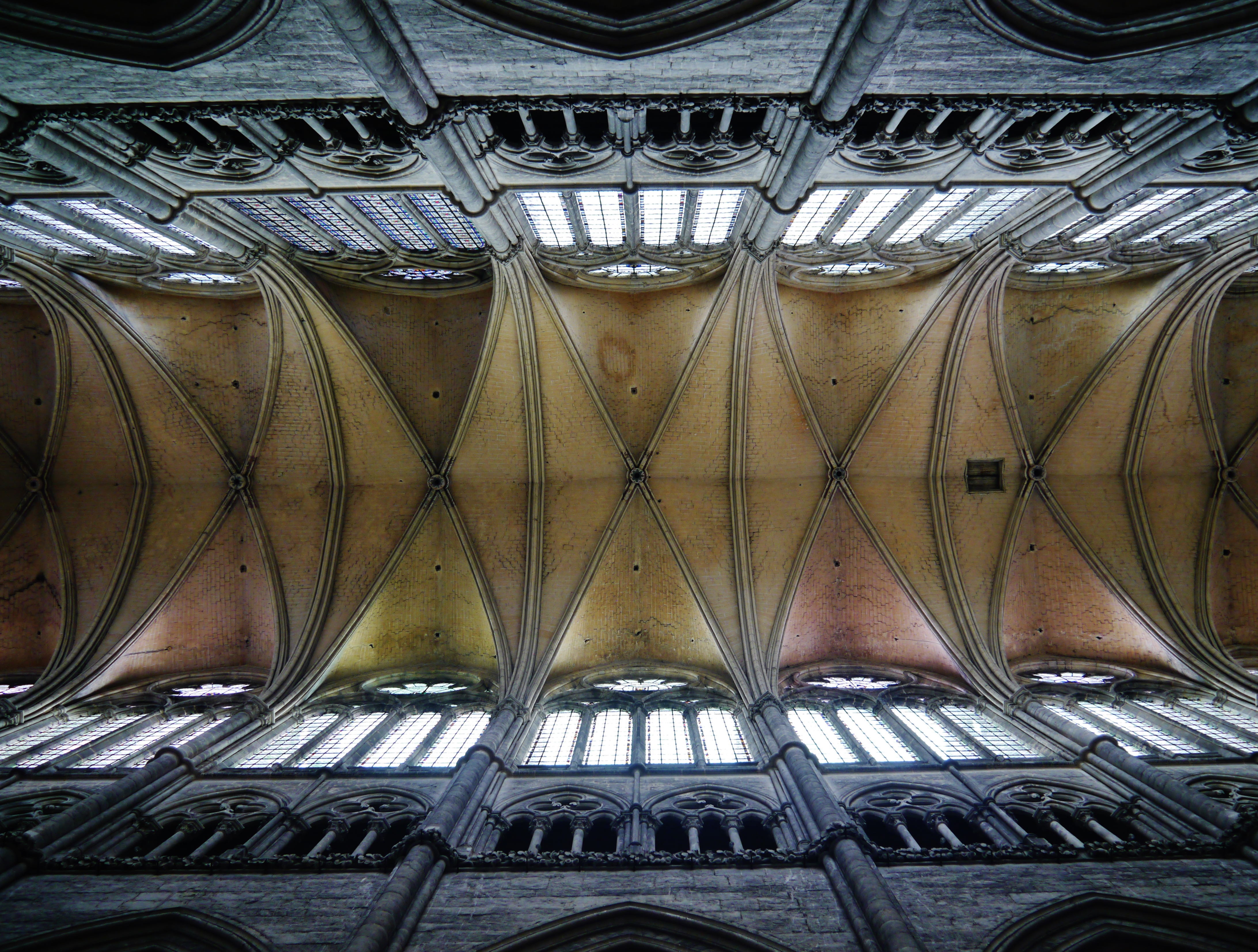
Notre-Dame, Amiens, belső felépítés
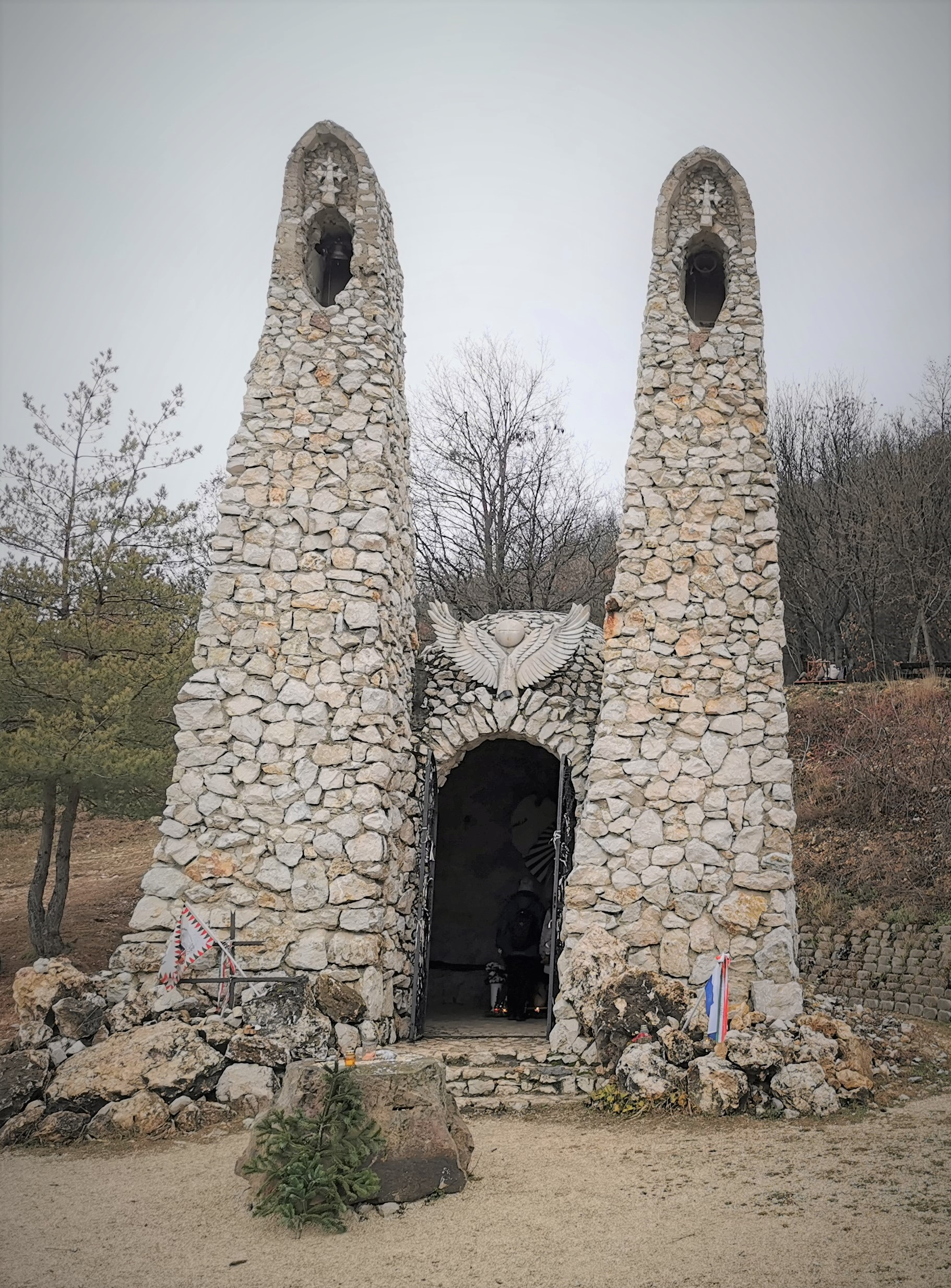
Pilisszántói Boldogasszony-kápolna

## Katolikus Mária-ünnepek

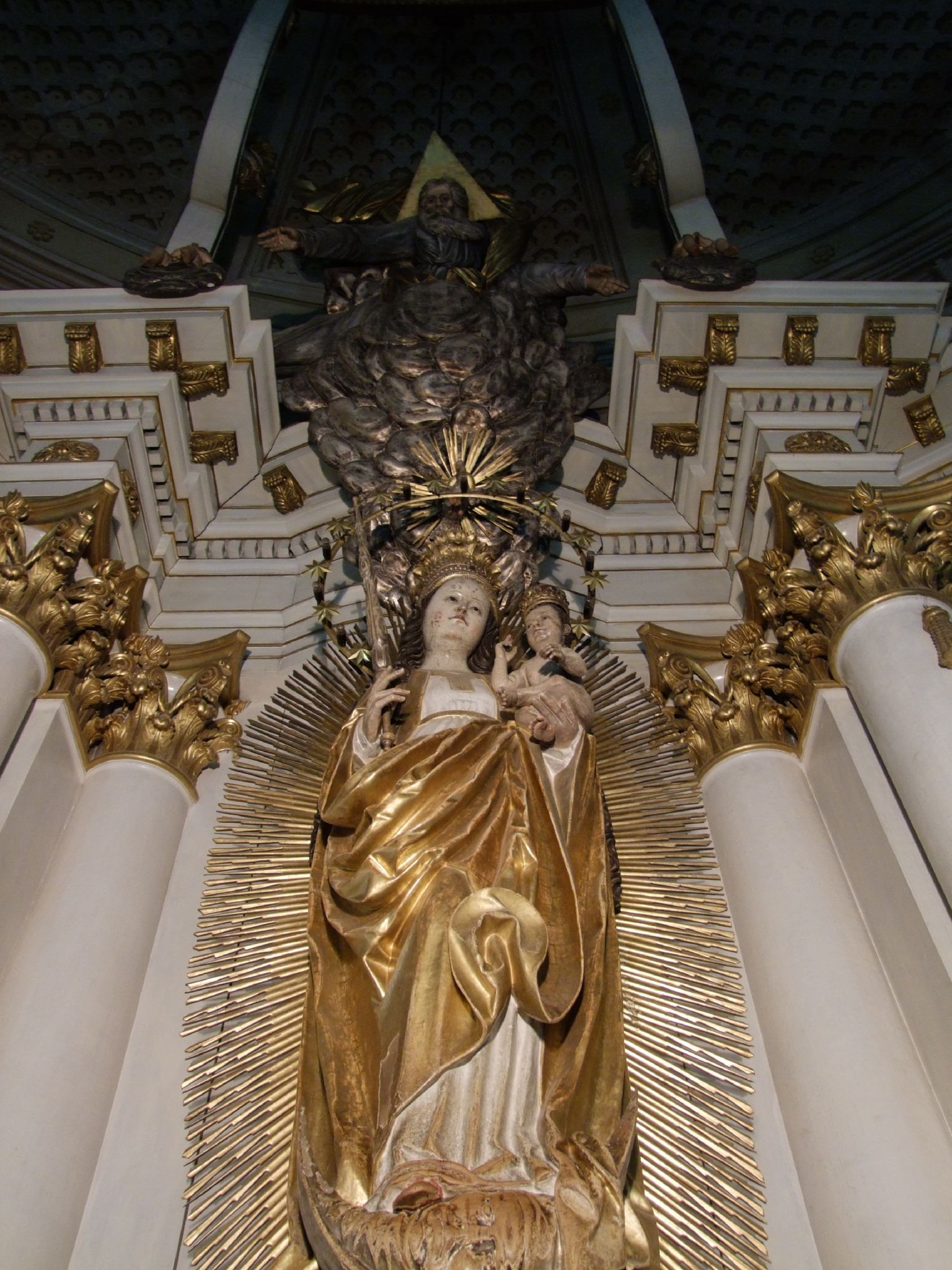
A csíksomlyói kegyszobor. Gyönyörű nevet adtak a csíkiak és a csángók a csíksomlyói kegyszobornak „Babba Mária, a napba öltözött Boldogasszony”

### Az 1970-es liturgikus reform után
- január 1. Szűz Mária, Isten Anyja
- február 2. Gyertyaszentelő Boldogasszony (Jézus bemutatása a templomban)
- február 11. Lourdes-i Boldogasszony, 1993 óta a Betegek világnapja az egyházi ünnepek között.
- március 25. Gyümölcsoltó Boldogasszony (angyali üdvözlet)
- május 13. Fatimai Boldogasszony
- Jézus Szent Szíve ünnepe utáni szombaton – Mária Szeplőtelen Szíve
- július 2. Sarlós Boldogasszony (Mária látogatása Erzsébetnél)
- július 16. Kármelhegyi boldogasszony
- augusztus 15. Nagyboldogasszony (Mária mennybevétele)
- augusztus 22. Szűz Mária királynő
- szeptember 8. Kisboldogasszony (Mária születése)
- szeptember 12. Mária szent neve
- szeptember 15. Fájdalmas Szűzanya
- október 7. Rózsafüzér királynője
- október 8. Magyarok Nagyasszonya
- november 21. Szűz Mária bemutatása
- december 8. Szűz Mária szeplőtelen fogantatása

### Az 1970-es liturgikus reform előtt
(Zárójelben, ahol csak bizonyos helyeken voltak szokásban)
- Mária eljegyzése – január 23. (Csak bizonyos helyeken)
- Gyertyaszentelő Boldogasszony (Jézus bemutatása a templomban) – február 2.
- Lourdes-i Boldogasszony – február 11.
- Gyümölcsoltó Boldogasszony (angyali üdvözlet) – március 25.
- Hétfájdalmú Szűz – feketevasárnap utáni péntek.
- Mária, jó tanács Anyja – április 26. (Csak bizonyos helyeken)
- Jó Pásztor Anyja – május első vasárnapja (csak bizonyos helyeken).
- Fatimai Boldogasszony – május 13. (Csak bizonyos helyeken)
- Úti Boldogasszony (Keresztények Segítsége) – május 24. (Csak bizonyos helyeken)
- Mária Királynő – május 31.
- Mária Szeplőtelen Szíve – Úrnap nyolcadát követő szombat (csak bizonyos helyeken).
- Mindenkor Segítő Szűz Mária – június 27. (Csak bizonyos helyeken)
- Sarlós Boldogasszony (Mária látogatása Erzsébetnél) – július 2.
- Kármelhegyi boldogasszony – július 16.
- Angyalok Királynéja – augusztus 2. (Csak bizonyos helyeken)
- Havas Boldogasszony (egy Rómában történt csoda emlékünnepe) – augusztus 5.
- Nagyboldogasszony (Mária mennybevétele) – augusztus 15.
- Szűz Mária Szeplőtelen Szíve – augusztus 22.
- Mária hét öröme – augusztus 27. (Csak bizonyos helyeken)
- Kisboldogasszony (Mária születése) – szeptember 8.
- Mária Szent Neve – szeptember 12.
- Fájdalmas Szűzanya vagy Boldogasszony – szeptember 15.
- Fogolykiváltó Boldogasszony – szeptember 24.
- Rózsafüzér Királynője – október 7.
- Mária istenanyasága – október 11.
- Mária tisztasága – október 16. (Csak bizonyos helyeken)
- Boldogasszony bemutatása – november 21.
- Szűz Mária szeplőtelen fogantatása – december 8.
- A loretói ház átvitele – december 10. (Csak bizonyos helyeken)
- Mária szülésének várása – december 18. (Csak bizonyos helyeken)

## További tudnivalók
- Török József: A szeplőtelen fogantatás dogmájának története
- Mária ünnepek
- Gánóczy Sándor: Mária Luther, Kálvin és a II. Vatikánum teológiájában. In: Vigília. 2005/7.